# 16. April
Der 16. April ist der 106. Tag des gregorianischen Kalenders (der 107. in Schaltjahren), somit bleiben noch 259 Tage bis zum Jahresende.

## Ereignisse

### Politik und Weltgeschehen

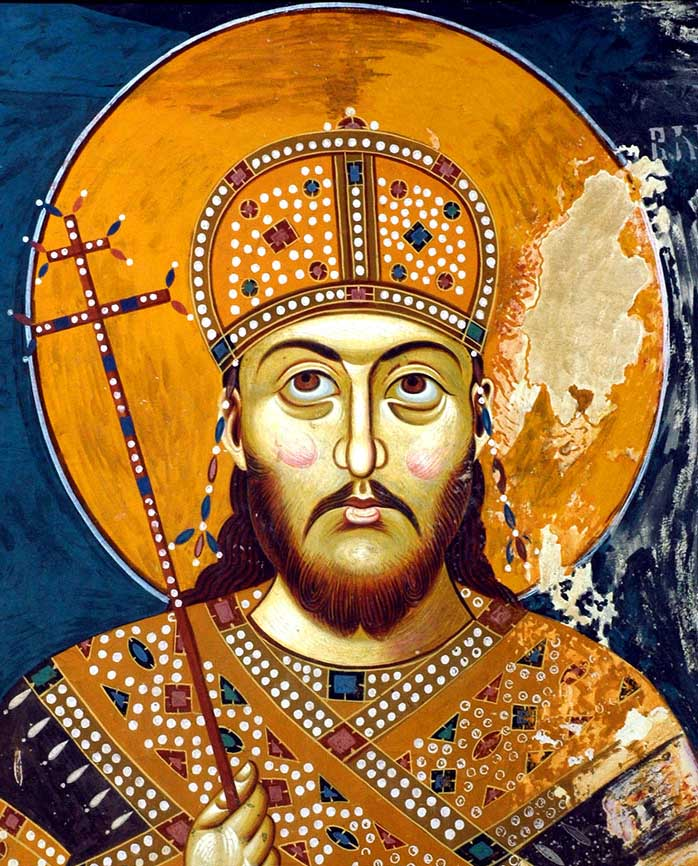
1346: Stefan Uroš IV. Dušan

- 1346: Stefan Uroš IV. Dušan lässt sich zum „Kaiser Serbiens und des Römerreichs“ krönen. Da er mit dem Patriarchen von Konstantinopel in Fehde liegt, hat er dazu vorher in einem Konzil den Erzbischof von Peć zum Patriarchen von Serbien erheben lassen.
- 1520: In der Residenzstadt Toledo bricht unter der Führung von Juan de Padilla der Comuneros-Aufstand gegen die Herrschaft des Habsburgers Karls I. in Spanien los. Die Aufständischen wollen Karls Mutter Johanna auf den Thron setzen.

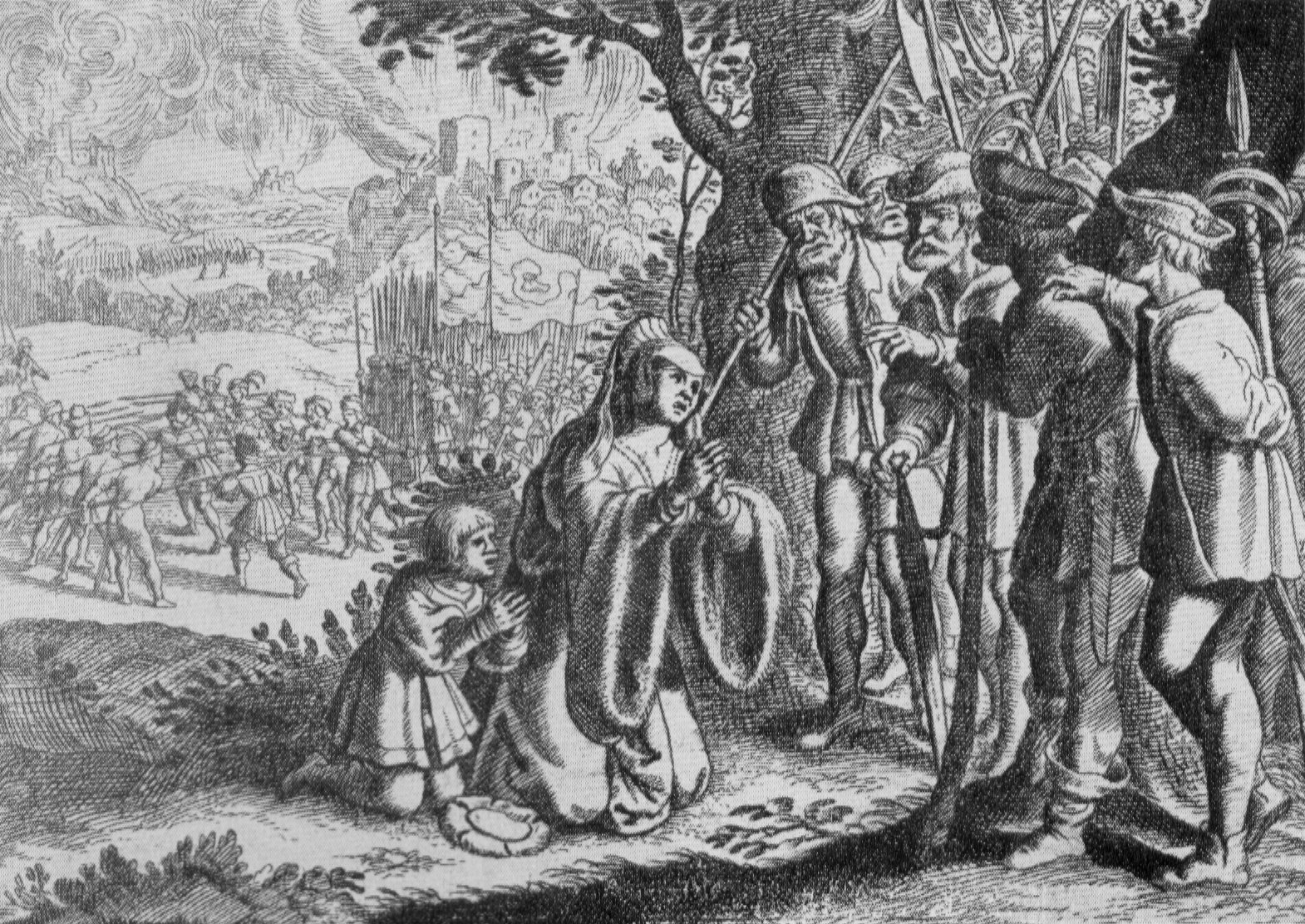
1525: Die Gräfin Helfenstein erfleht Gnade für ihren Mann

- 1525: Graf Ludwig von Helfenstein wird im Deutschen Bauernkrieg gegen den Willen des gemäßigten Bauernführers Wendel Hipler durch aufständische Bauern unter Jäcklein Rohrbach und der Schwarzen Hofmännin in Weinsberg zum Tode verurteilt und tags darauf vor der Stadt getötet. Für Martin Luther ist die „Weinsberger Bluttat“ Anlass für seine Schrift Wider die Mordischen und Reubischen Rotten der Bawren.
- 1525: Großbottwar wird zu einem Zentrum des Aufstands im Deutschen Bauernkrieg. Die Bürger und Bauern der Stadt und ihrer Umgebung wählen den Wirt und Ratsherrn Matern Feuerbacher auf dem Wunnenstein zu ihrem Anführer.
- 1582: Der Konquistador Hernando de Lerma, Gouverneur der Provinz Tucumán, gründet im Auftrag von Francisco de Toledo die Stadt Ciudad de Lerma en el valle de Salta, um den Verbindungsweg zum Vizekönigreich Peru zu sichern.

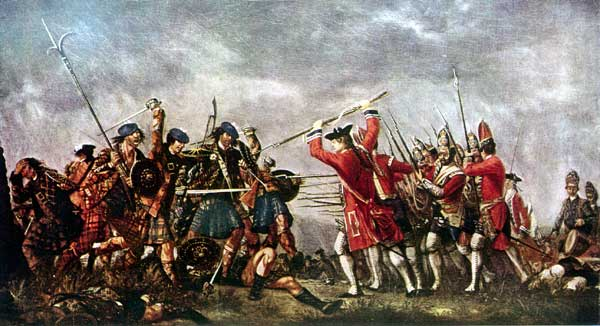
1746: Schlacht bei Culloden

- 1746: Englische Regierungstruppen unter William Augustus, Duke of Cumberland vernichten das Heer von Charles Edward Stuart in der Schlacht bei Culloden in Schottland und beenden damit den Aufstand der Jakobiten.

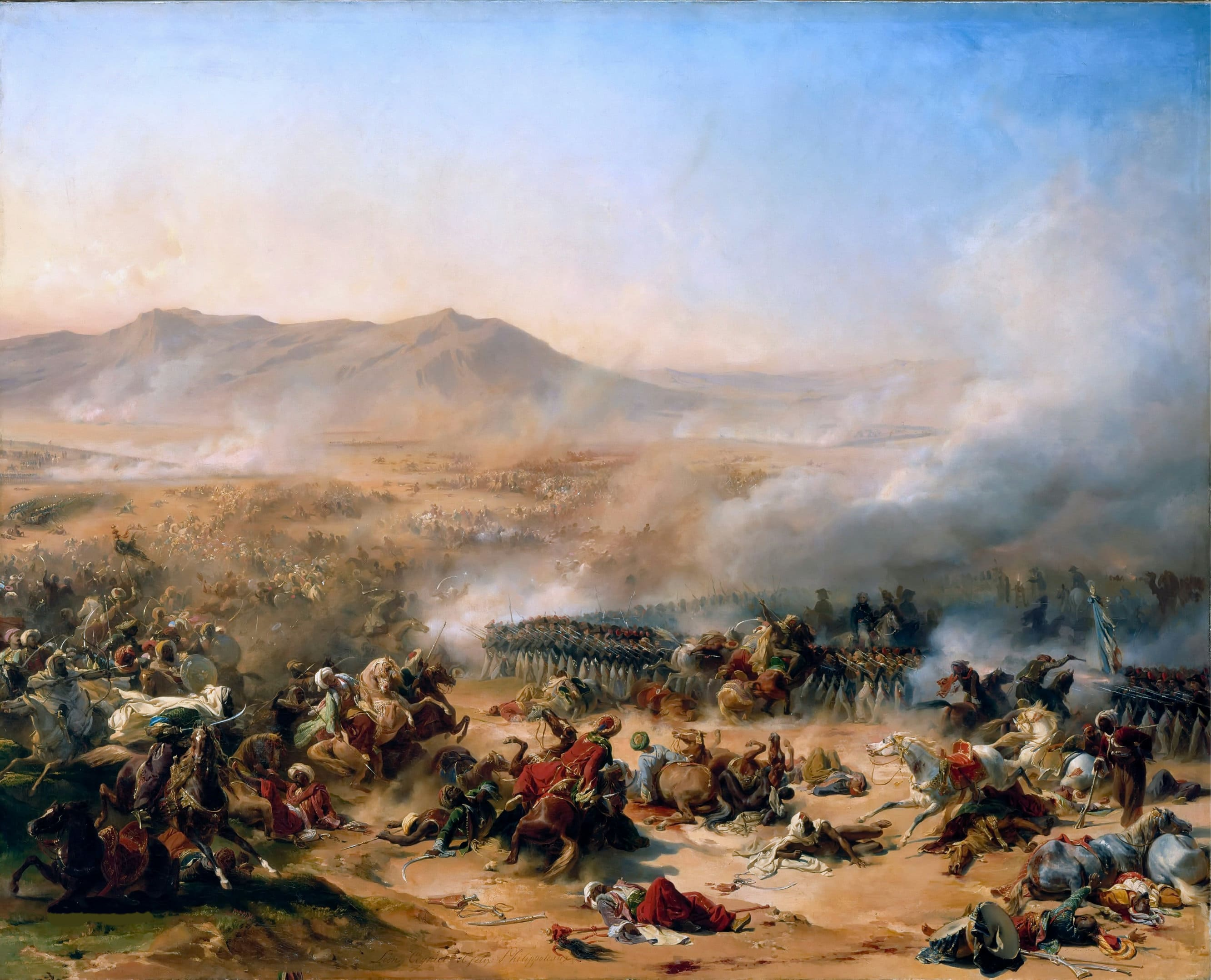
1799: Schlacht am Berg Tabor

- 1799: In der Schlacht am Berg Tabor wird bei Napoleons Ägyptenfeldzug ein osmanisches Heer von zahlenmäßig weit unterlegenen französischen Soldaten in die Flucht geschlagen.
- 1809: In der Schlacht bei Sacile zwingen im Fünften Koalitionskrieg österreichische Truppen im Friaul die französische Italienarmee zum Rückzug vom Schlachtfeld.
- 1838: Mit dem Abbruch der diplomatischen Beziehungen und der Blockade von Veracruz beginnt eine bewaffnete Auseinandersetzung zwischen Frankreich und Mexiko, die als „Kuchenkrieg“ in die Geschichte eingeht.
- 1846: Der frühere Forstwärter Pierre Lecomte verübt mit einer Doppelflinte ein Attentat auf Frankreichs Bürgerkönig Louis-Philippe beim Schloss Fontainebleau. Die in einer Kutsche heimkehrende königliche Familie bleibt unverletzt. Der Attentäter wird am 8. Juni hingerichtet.
- 1856: Am Rande der Pariser Friedenskonferenz wird die Pariser Seerechtsdeklaration beschlossen. Darin wird Kaperei international geächtet und das Prisenrecht eingeschränkt.
- 1866: Der russische Revolutionär Dimitri Karakosow verübt ein Attentat auf Zar Alexander II. in St. Petersburg. Es misslingt durch das Eingreifen des Bauern Ossip Iwanowitsch Komissarow.
- 1867: Der verfassungsgebende Reichstag nimmt die Verfassung des Norddeutschen Bundes an, die im Wesentlichen mit der exakt vier Jahre später verabschiedeten Reichsverfassung identisch ist.

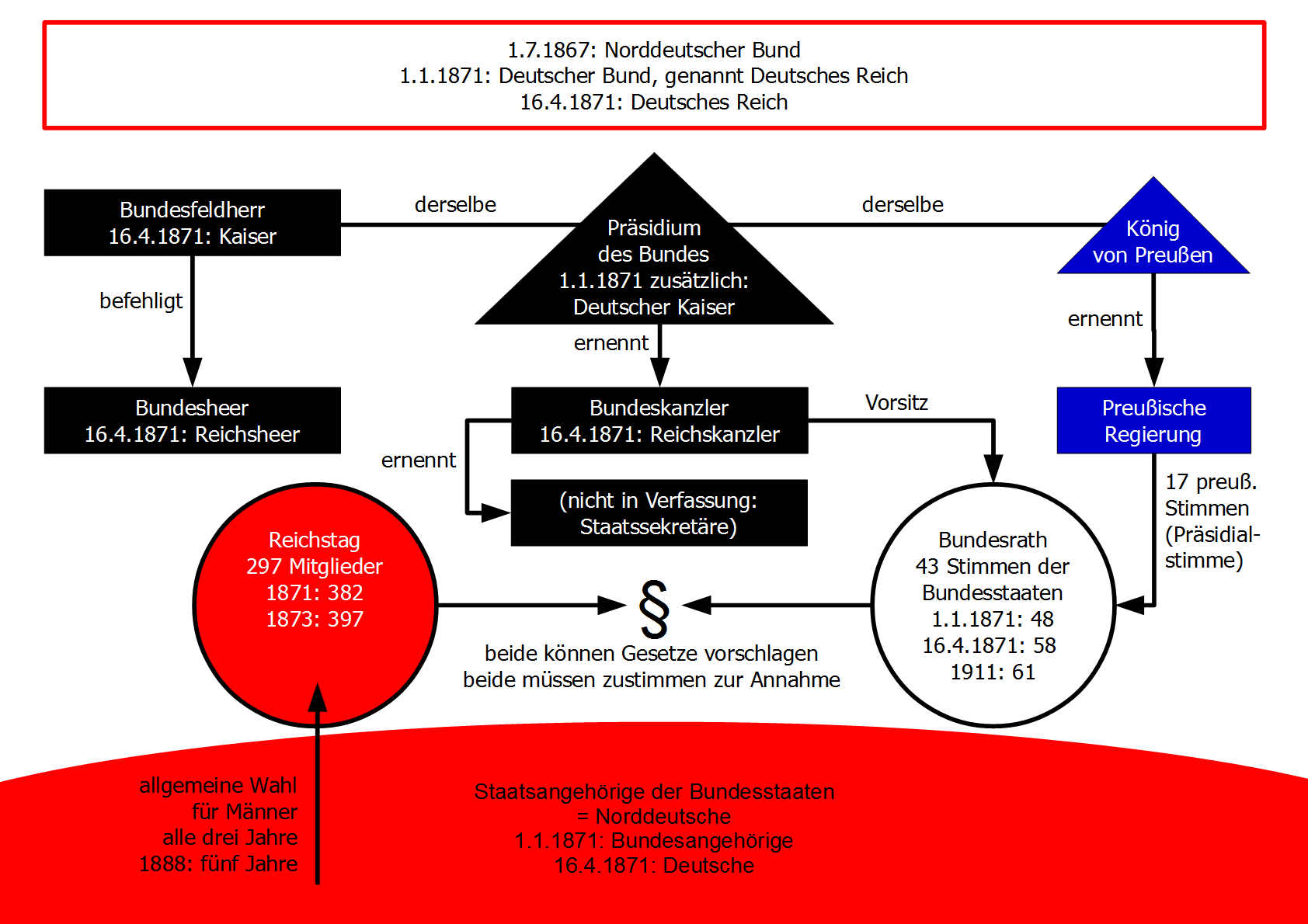
1871: Die Verfassung des Deutschen Kaiserreiches

- 1871: Die Bismarcksche Reichsverfassung wird als Gesetz verabschiedet und zur Rechtsgrundlage für das Deutsche Kaiserreich. Sie besteht aus der Zusammenfassung vieler Einzelverträge wie der Novemberverträge inklusive der Schlussprotokolle sowie der Verfassungsänderung bezüglich der Bezeichnungen Deutsches Reich und Deutscher Kaiser.

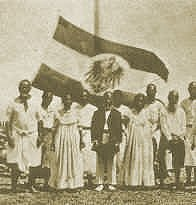
1888: Deutsche Annexionszeremonie

- 1888: Das Deutsche Reich annektiert die vom Nauruischen Stammeskrieg gebeutelte Pazifikinsel Nauru. Häuptling Auweyida und dessen Gemahlin Eigamoiya werden als König und Königin eingesetzt. Die Eroberung wird von der Jaluit-Gesellschaft mitfinanziert.
- 1916: Die türkische Armee und Bevölkerung verlassen Trapezunt. Mit dem folgenden Einzug russischer Soldaten steht die Stadt über 450 Jahre nach dem Ende des gleichnamigen Staates erneut unter der Verwaltung eines orthodoxen Kaiserreiches.
- 1917: Lenin kehrt nach der Februarrevolution in Russland aus dem Schweizer Exil nach Petrograd zurück. Die mehrtägige Zugfahrt durch Deutschland, Schweden und Finnland ist mit Unterstützung der deutschen Obersten Heeresleitung zustande gekommen.
- 1917: Die Franzosen beginnen an der Westfront mit der Schlacht an der Aisne eine Großoffensive gegen deutsche Stellungen auf dem Höhenzug Chemin des Dames.
- 1922: Mit dem von den Außenministern Walther Rathenau und Georgi Wassiljewitsch Tschitscherin geschlossenen Vertrag von Rapallo zwischen dem Deutschen Reich und Russland verzichten beide Länder auf den Ersatz der Kriegskosten und die Begleichung der Kriegsschäden der jeweils anderen Seite.

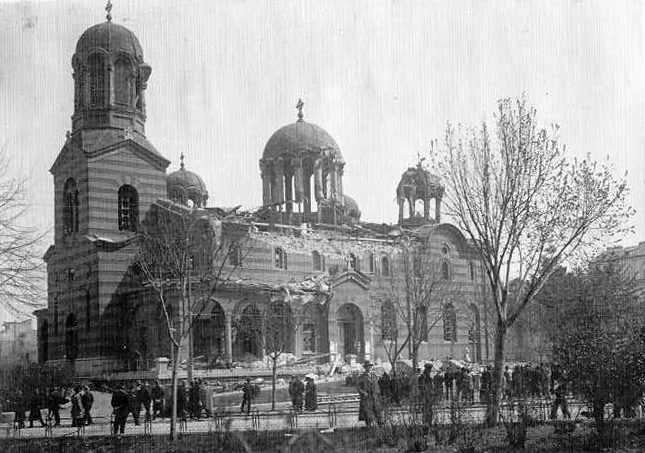
1925: Die Kathedrale Sweta Nedelja nach dem Anschlag

- 1925: Bulgarische Kommunisten verüben mit sowjetischer Hilfe einen Bombenanschlag auf die Kathedrale Sweta Nedelja in der bulgarischen Hauptstadt Sofia, bei dem mehr als 150 Menschen sterben, darunter hochrangige Politiker und Militärs.
- 1934: Die vom 5. März bis 13. April erfolgte Rettung der Besatzung des am 13. Februar in der Tschuktschensee gesunkenen sowjetischen Expeditionsschiffes Cheliuskin, die sich auf eine Eisscholle hat retten können, führt in der Sowjetunion zur Schaffung des Titels Held der Sowjetunion.
- 1945: Mit dem Angriff auf die Seelower Höhen durch die durch polnische Truppen verstärkte Rote Armee gegen die gerade aus dem Boden gestampfte Heeresgruppe Weichsel beginnt im Zweiten Weltkrieg die Schlacht um Berlin.

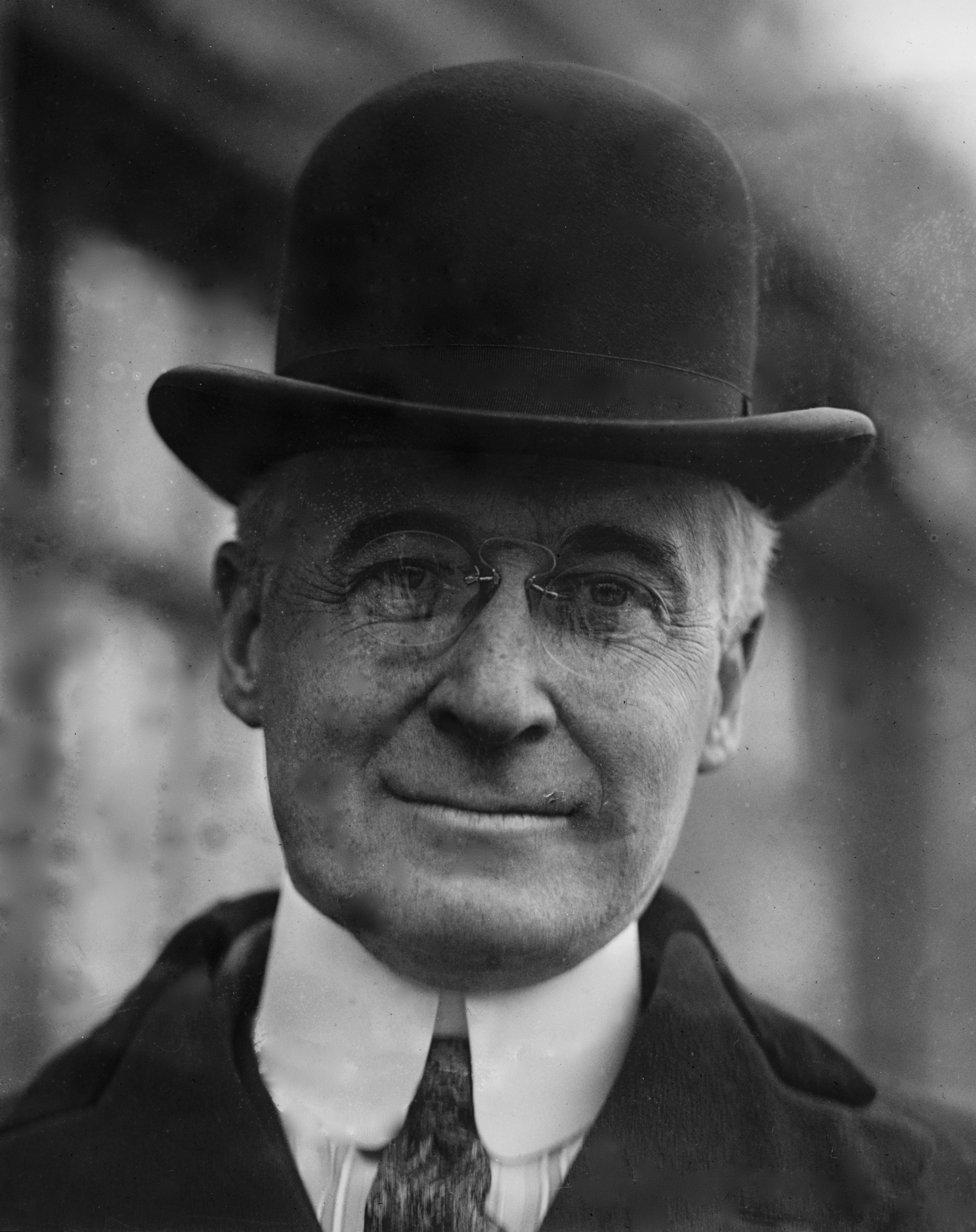
1947: Bernard Baruch

- 1947: Der US-amerikanische Finanzier und Politiker Bernard Baruch verwendet in einer Rede den Begriff „Kalter Krieg“ erstmals vor einem größeren Publikum und macht ihn damit bekannt.

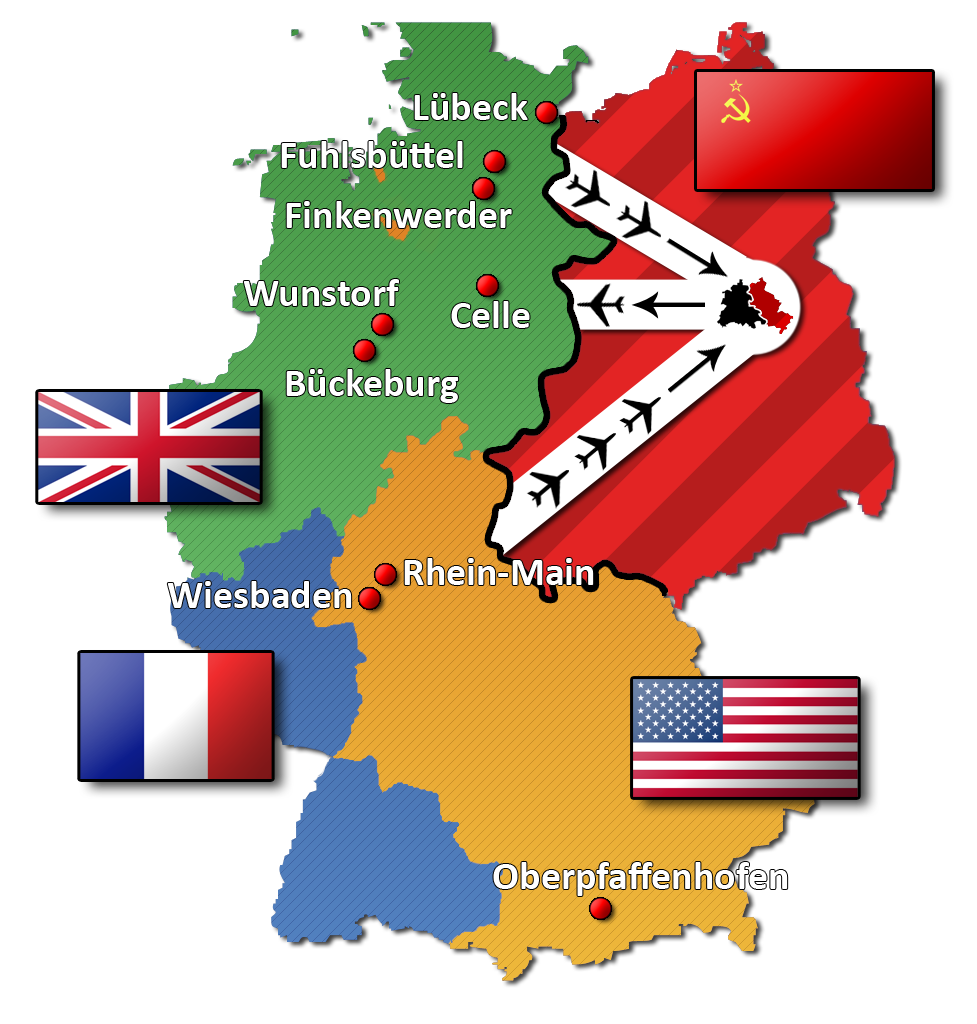
1949: Berliner Luftbrücke

- 1949: Im Rahmen der Berliner Luftbrücke nach West-Berlin wird die mit 12.849 Tonnen an einem einzigen Tag größte Menge an Versorgungsgütern von den West-Alliierten in die blockierte Stadt eingeflogen.
- 1987: Eine Sendung des Schwedischen Rundfunks deckt den Bofors-Skandal auf. Bei einem Rüstungsgeschäft mit dem schwedischen Unternehmen Bofors sollen Schmiergelder in Millionenhöhe an Politiker in Indien geflossen sein.
- 1987: Im Marinestützpunkt Coronado in San Diego, Kalifornien, wird das United States Naval Special Warfare Command aufgestellt, das Führungskommando für die Spezialeinheiten der US Navy.
- 1992: Nach Vermittlung durch die UNO tritt Mohammed Nadschibullāh als Regierungschef Afghanistans zurück und gibt die Macht an die vor Kabul stehenden Mudschahedin ab. Der afghanische Bürgerkrieg ist damit jedoch nicht beendet, da sich die Mudschahedin-Gruppen unter Ahmad Schah Massoud, Gulbuddin Hekmatyār, Burhānuddin Rabbāni und Abdul Raschid Dostum in der Folge gegenseitig bekämpfen.
- 1993: Mit der Resolution 819 des Sicherheitsrats der Vereinten Nationen wird Srebrenica im Bosnienkrieg zur UN-Schutzzone erklärt.
- 1994: Hutu-Soldaten begehen im Zuge des Völkermords in Ruanda das Massaker von Nyarubuye an Tutsiflüchtlingen. Die Zahl der Todesopfer an diesem und dem folgenden Tag schwankt je nach Quelle zwischen 2.000 und 35.000 Menschen.
- 2002: Vier Wochen vor den Parlamentswahlen tritt die niederländische Regierung unter Wim Kok wegen der Mitverantwortung der niederländischen „Blauhelme“ von Dutchbat für das Massaker von Srebrenica im Bosnienkrieg 1995 zurück.
- 2003: Die Staats- und Regierungschefs der bisherigen fünfzehn EU-Staaten und der zehn neuen ost- und südosteuropäischen Mitgliedsländer unterzeichnen in Athen den Beitrittsvertrag zur EU-Osterweiterung. Der Beitritt der Staaten Estland, Lettland, Litauen, Polen, Tschechien, Slowakei, Ungarn, Slowenien, Malta und Zypern erfolgt mit 1. Mai 2004.

- 2004: José Luis Rodríguez Zapatero von der Spanischen Sozialistischen Arbeiterpartei wird vom Parlament in Madrid zum Ministerpräsidenten von Spanien gewählt. Damit löst er den Konservativen José María Aznar ab, der aufgrund seiner Informationspolitik im Zusammenhang mit den Madrider Zuganschlägen ins Kreuzfeuer der Kritik geraten ist und damit die Wahlen von vor einem Monat deutlich verloren hat.
- 2012: Taur Matan Ruak gewinnt die Stichwahl um das Präsidentschaftsamt in Osttimor gegen Francisco Guterres.

### Wirtschaft
- 1853: Mit Eröffnung der Bahnstrecke zwischen Bombay und Thane verkehrt der erste indische Personenzug. Dies ist zugleich die erste Eisenbahnverbindung in Asien.

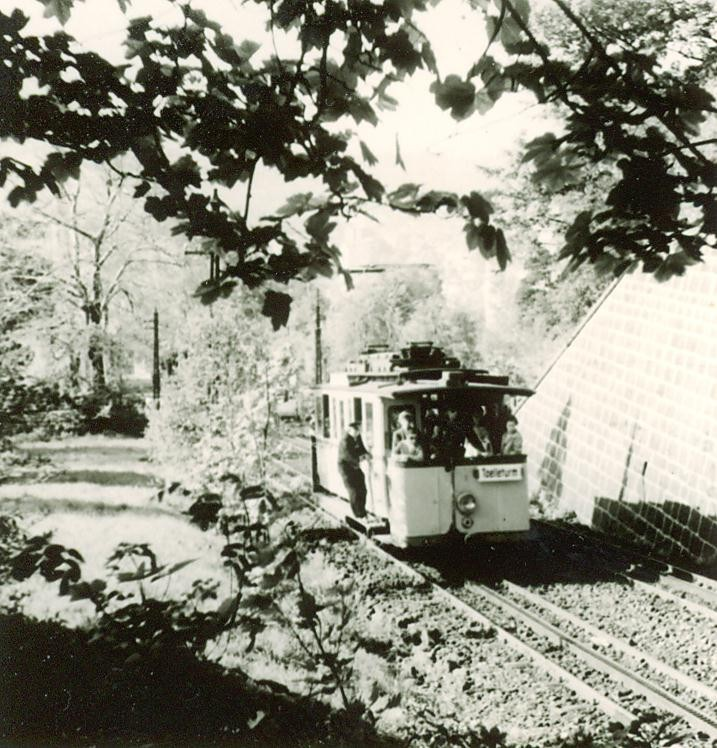
1894: Barmer Bergbahn

- 1894: Die Barmer Bergbahn wird als erste zweispurige Zahnradbahn in Deutschland in Betrieb genommen. Sie erschließt von der Stadt Barmen aus Ausflugsziele südlich der Wupper.
- 1904: Der Kapitän Peter Mærsk Møller und sein Sohn Arnold Peter Møller gründen in Svendborg eine Dampfschiffgesellschaft, die sich mit der Zeit zum größten dänischen Unternehmen A. P. Møller-Mærsk und einem Global Player im Logistikbereich entwickeln wird.
- 1948: 16 europäische Staaten gründen in Paris die Organisation für wirtschaftliche Zusammenarbeit und Entwicklung. Primäres Ziel der Organisation ist es, die europäischen Länder in den Entscheidungsprozess über die Verwendung der Gelder aus dem Marshallplan einzubinden.
- 1996: In Deutschland wird das fast vollständige Verbot des Anbaus von Cannabis sativa im Betäubungsmittelgesetz aufgehoben. Zur Vermeidung des Anbaus von Cannabis ist der Nutzhanfanbau jedoch weiterhin genehmigungspflichtig und der Hanf darf den Tetrahydrocannabinol-Gehalt von 0,3 % nicht überschreiten.

### Wissenschaft und Technik

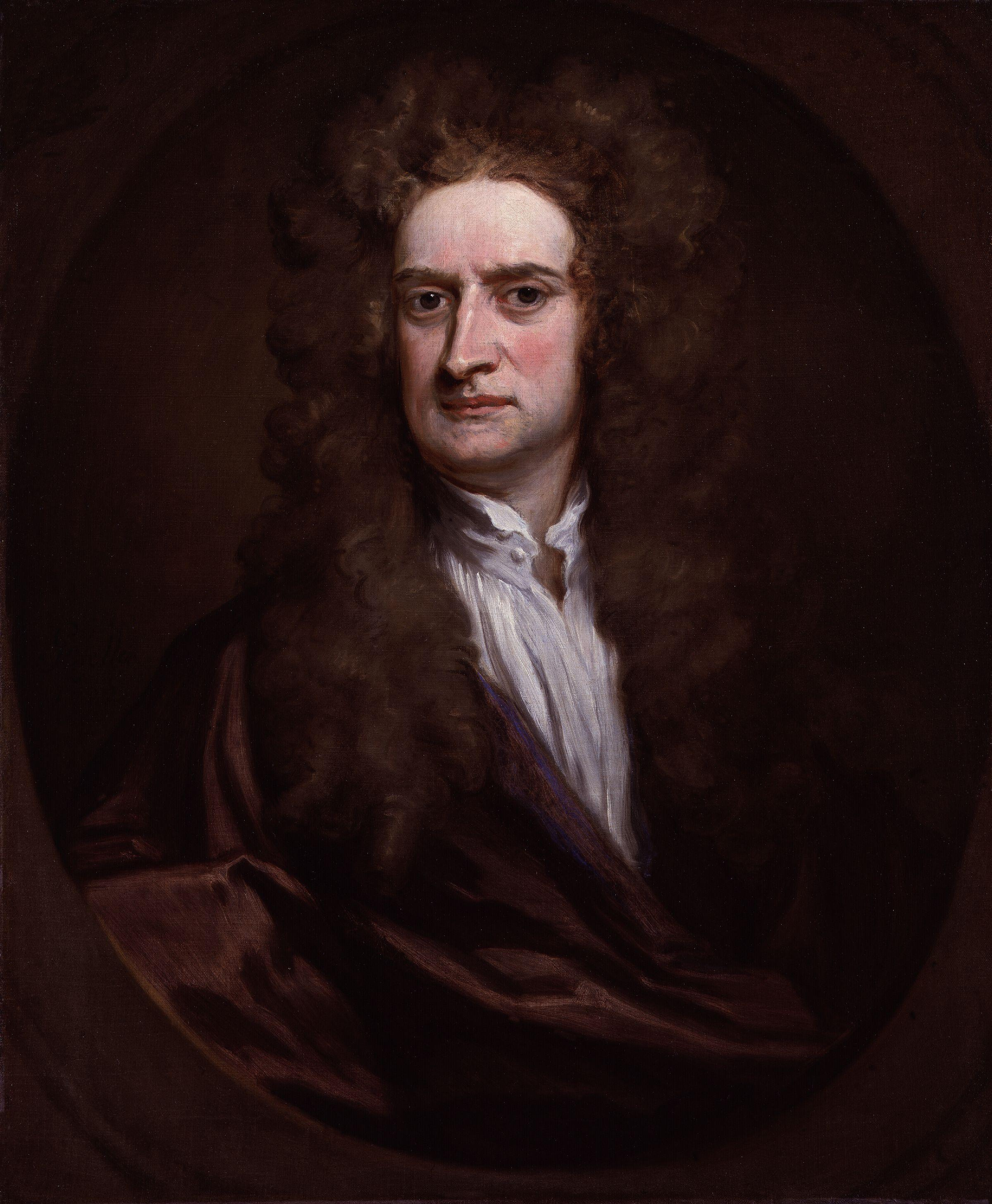
1705: Isaac Newton

- 1705: Isaac Newton wird für seine Verdienste um die Wissenschaft von Königin Anne zum Ritter geschlagen.
- 1780: Die Universität Münster in Münster wird von Freiherr Franz von Fürstenberg feierlich eröffnet. Ziel der Einrichtung ist die universitäre Ausbildung begabter Einheimischer an den Fakultäten Theologie, Philosophie, Rechtswissenschaft und Medizin, um diese anschließend an die Universität zu Köln zu berufen.
- 1811: Die 23-jährige Wilhelmine Reichard steigt als erste Frau in Deutschland mit einem Ballon auf.

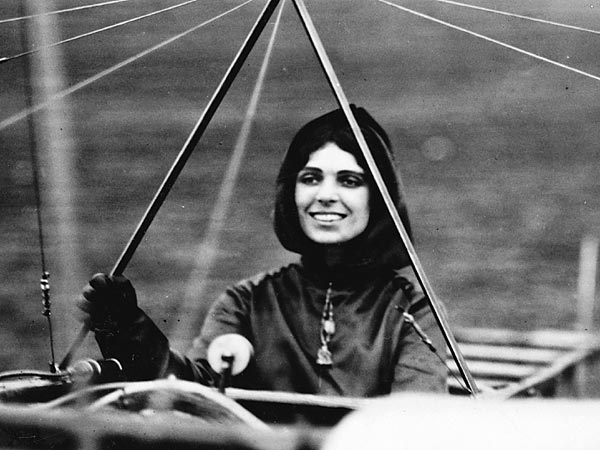
1912: Harriet Quimby im Blériot-Eindecker

- 1912: In einem Blériot-Eindecker überquert die erste Frau den Ärmelkanal. Die Amerikanerin Harriet Quimby gelangt in einem 59 Minuten dauernden Flug von Dover an einen 40 km von Calais entfernten Strand in Frankreich.
- 1940: Der französische Ägyptologe Pierre Montet öffnet in Tanis das Grab des Pharaos Amenemope in der vom Forscher unversehrt entdeckten Grabanlage des Pharaos Psusennes I.
- 1943: Der Schweizer Chemiker Albert Hofmann entdeckt bei Sandoz zufällig die psychoaktive Wirkung des LSD, das er bereits 1938 auf seiner Suche nach einem Kreislauf-Stimulans hergestellt hat.
- 1972: Die Apollo 16-Mission startet vom Kennedy Space Center mit den Astronauten John Watts Young, Ken Mattingly und Charles Moss Duke an Bord zur vorerst vorletzten Mondlandung.
- 1982: Das erste deutsche durch In-vitro-Fertilisation gezeugte „Retortenbaby“ Oliver wird an der Universitätsklinik in Erlangen geboren.

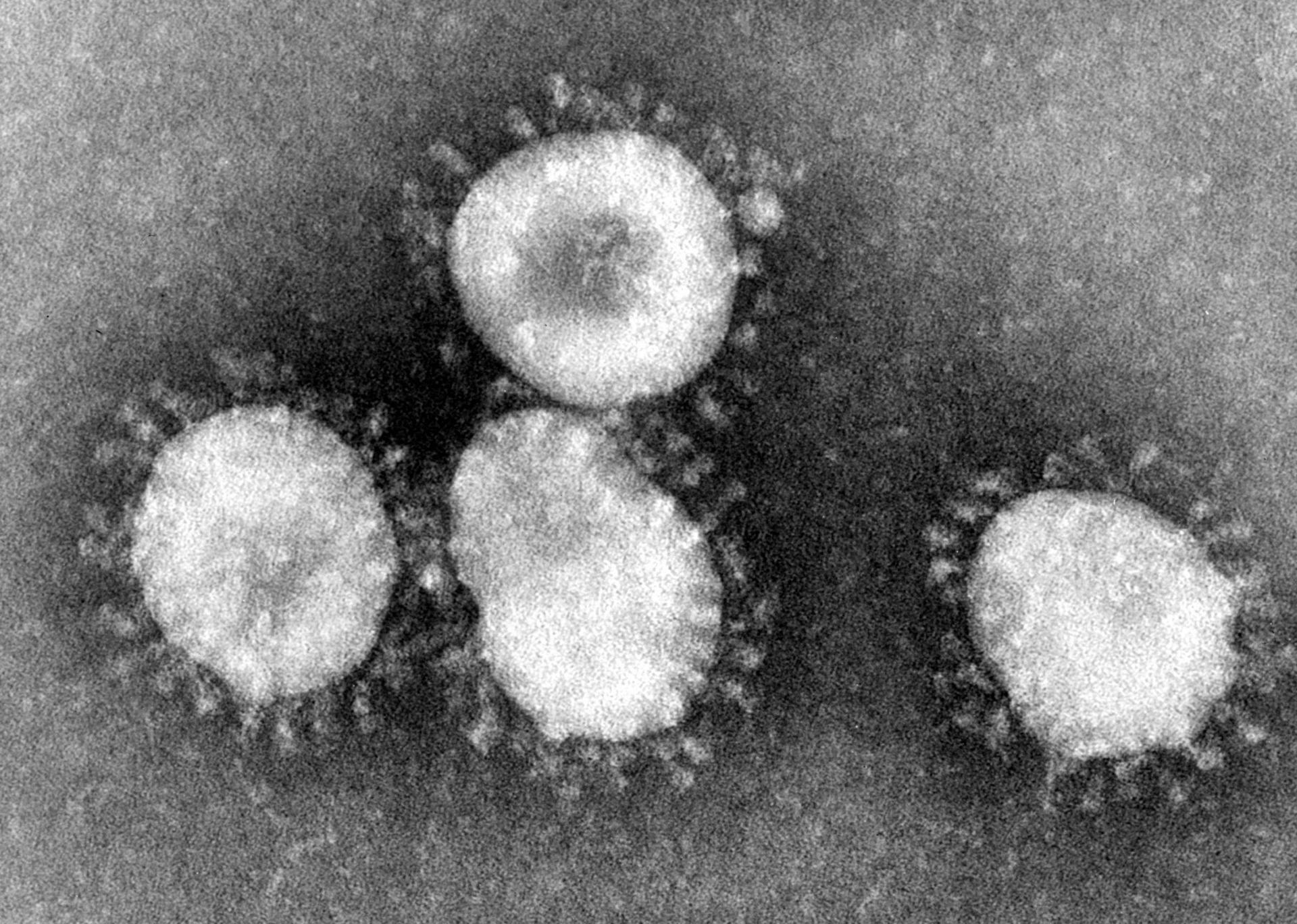
2003: Coronavirus

- 2003: Die Weltgesundheitsorganisation (WHO) teilt mit, dass ein Coronavirus Auslöser der Infektionskrankheit SARS ist.

### Kultur
- 1722: Die Uraufführung des musikalischen Schauspiels Die unvergleichliche Psyche von Reinhard Keiser mit dem Libretto von Christian Heinrich Postel findet in Kopenhagen statt.

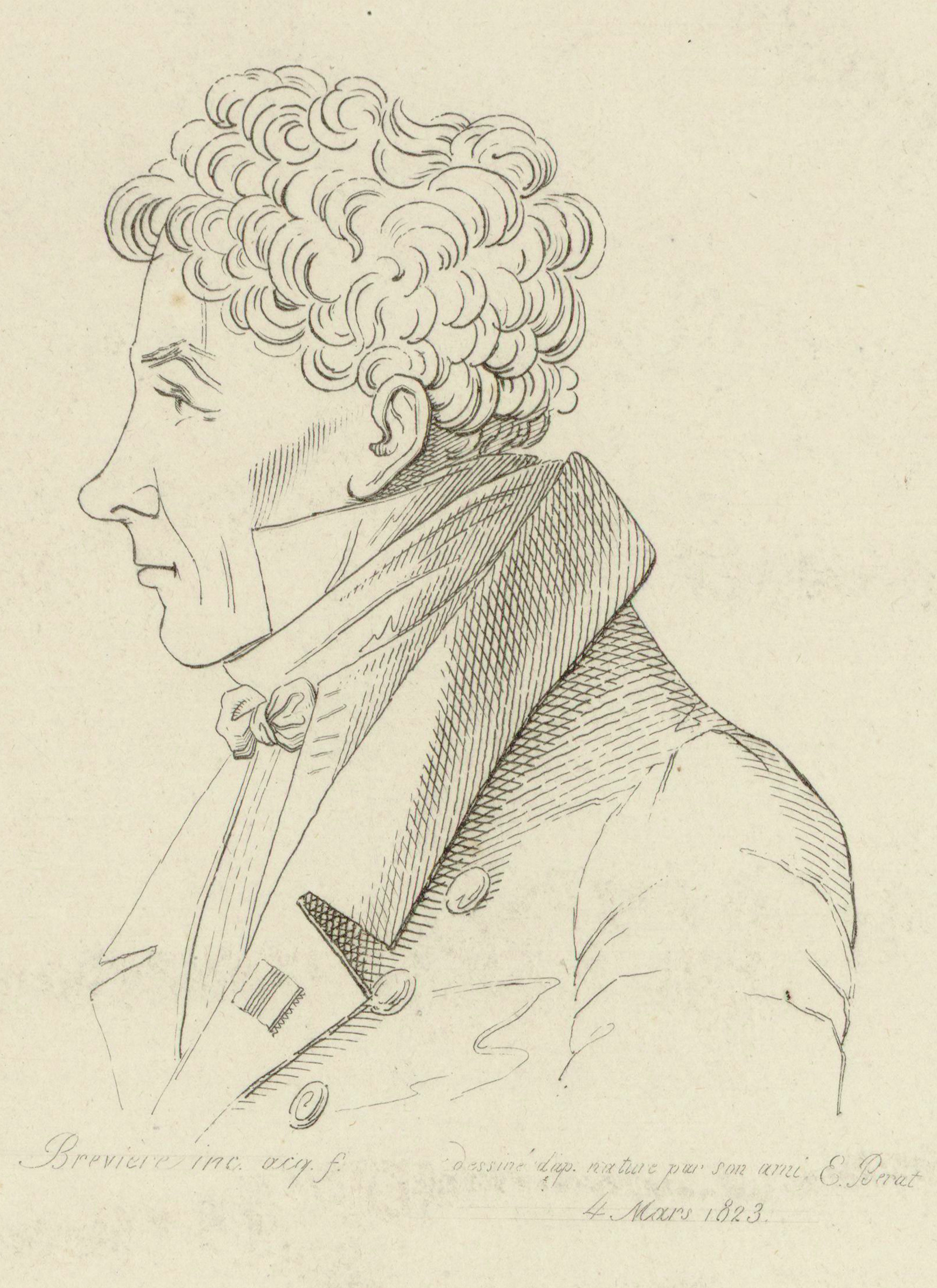
1782: Luigi Cherubini

- 1782: Die Oper Adriano in Siria von Luigi Cherubini mit dem Libretto von Pietro Metastasio wird in Livorno uraufgeführt.
- 1849: Die Uraufführung der Oper Le prophète (Der Prophet) von Giacomo Meyerbeer mit dem Libretto von Eugène Scribe und Émile Deschamps erfolgt an der Grand Opéra Paris.
- 1937: Die Westernkomödie Way Out West von Laurel und Hardy hat ihre Uraufführung in den Vereinigten Staaten. Stan Laurel und Oliver Hardy bezeichnen das Werk später als ihren Lieblingsfilm. Er erhält 1938 eine Oscar-Nominierung für die beste Filmmusik.
- 1940: Die Uraufführung der Oper Maryša von Emil František Burian findet in Brünn statt. Das Libretto basiert auf einem Stück von Alois und Vilém Mrštík.
- 1958: Die Oper Nana von Manfred Gurlitt nach Émile Zola und Max Brod wird in Dortmund uraufgeführt.
- 1972: Die komische Kriminaloper Noch einen Löffel Gift, Liebling von Siegfried Matthus mit dem Text von Peter Hacks nach der Komödie Risky Marriage von Saul O’Hara hat ihre Uraufführung an der Komischen Oper Berlin.
- 1988: Die konzertante Uraufführung der Oper Beatrice Cenci von Berthold Goldschmidt findet in London statt.

### Gesellschaft

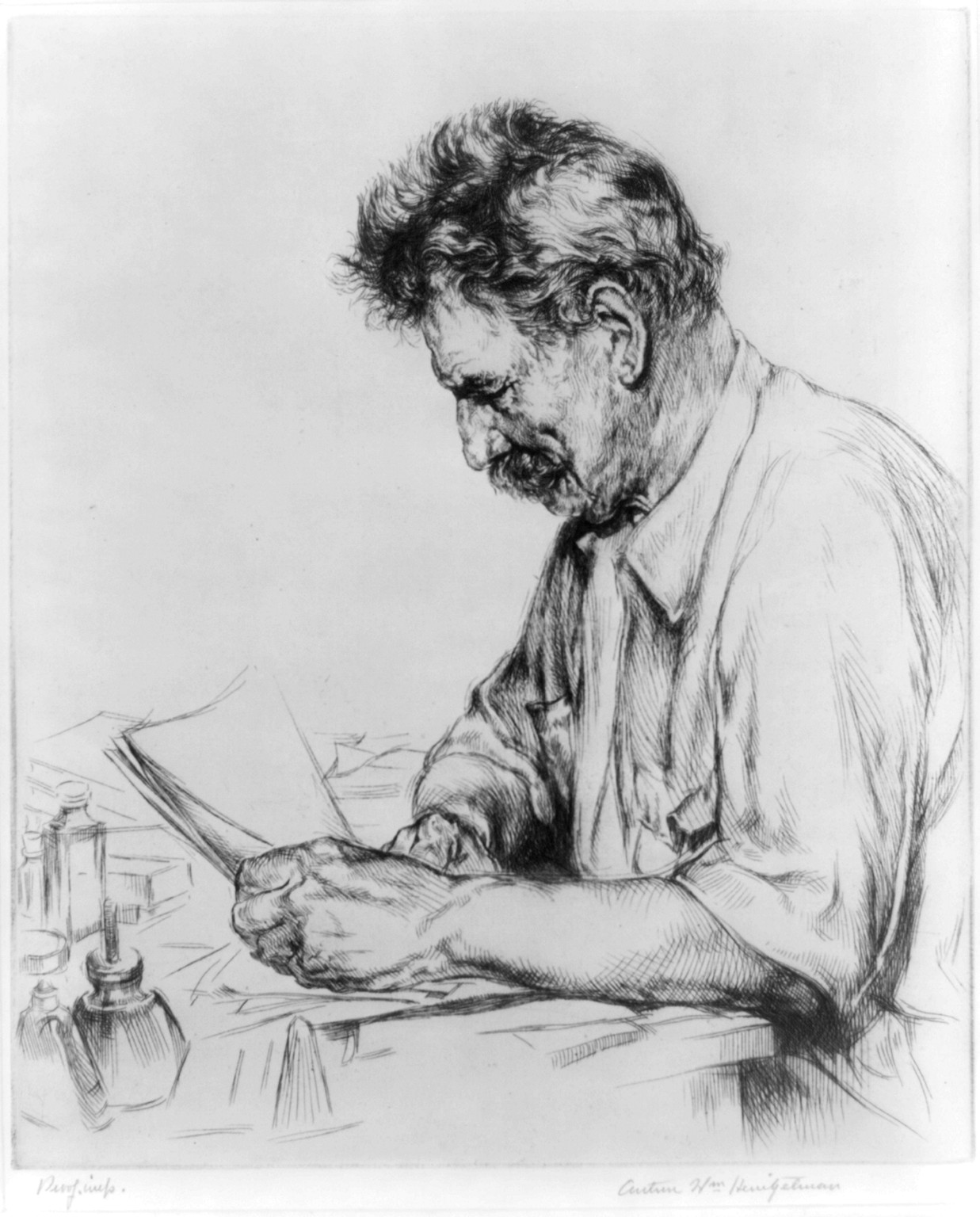
1913: Albert Schweitzer

- 1913: Albert Schweitzer und seine Frau Helene treffen in Lambaréné in Französisch-Äquatorialafrika ein. Sie beginnen noch im selben Jahr mit dem Aufbau einer Missionsstation.

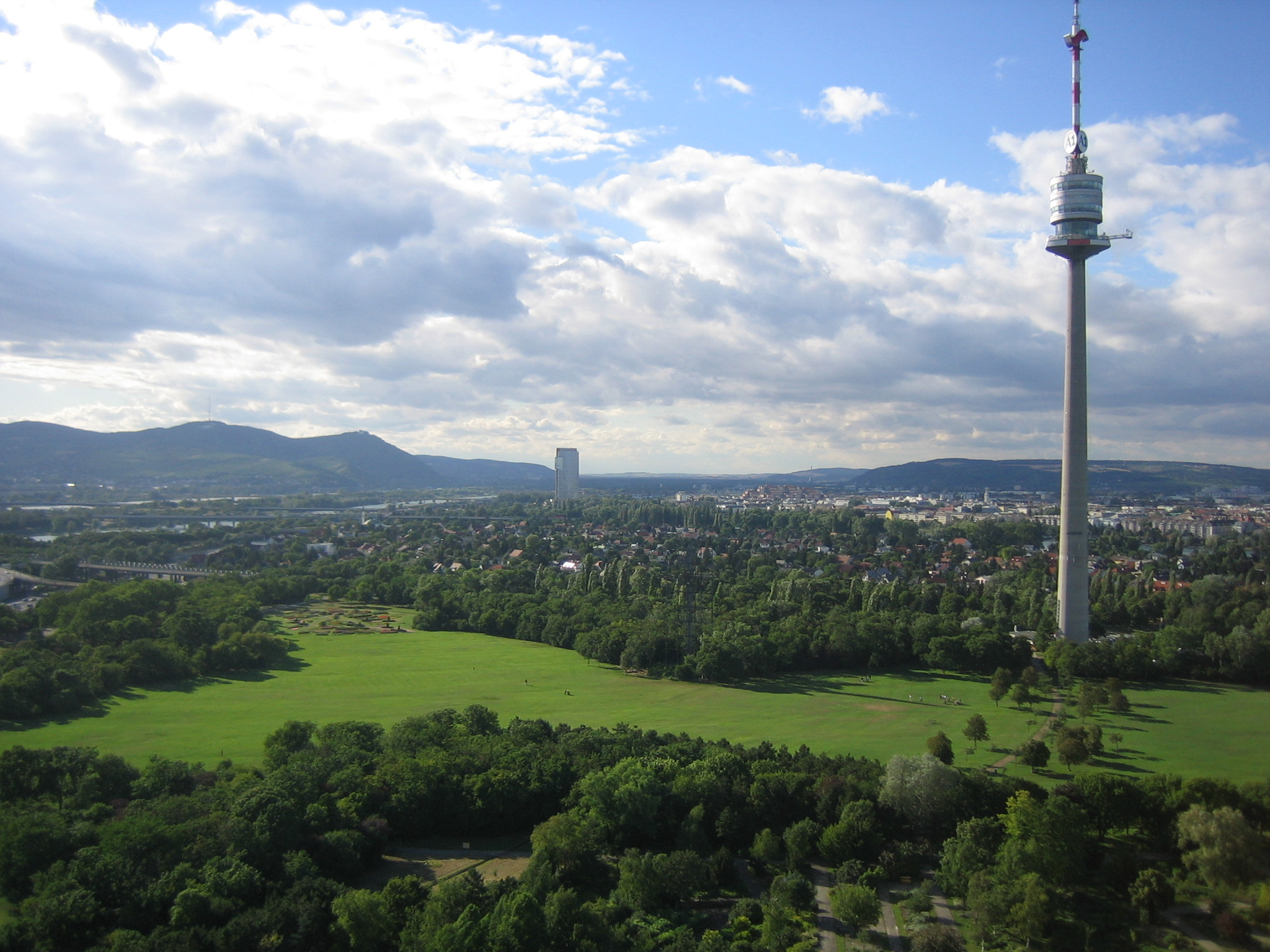
1964: Wiener Donaupark mit Donauturm

- 1964: Anlässlich der Wiener Internationalen Gartenbauausstellung werden in Wien der Donaupark und der 252 m hohe Donauturm eröffnet.
- 1964: Die Räuberbande, die am 8. August 1963 den Großen Postzugraub durchgeführt hat, wird in Aylesbury zu drakonischen Strafen verurteilt. Ronald Biggs erhält 30 Jahre Gefängnis. Der Anführer Bruce Reynolds ist hingegen zu diesem Zeitpunkt noch nicht gefasst.
- 1981: Die Washington Post gibt bekannt, dass der im September 1980 veröffentlichte Artikel Jimmy’s World, in dem die Journalistin Janet Cooke von einem achtjährigen Heroinsüchtigen berichtet hat, eine Fälschung ist.

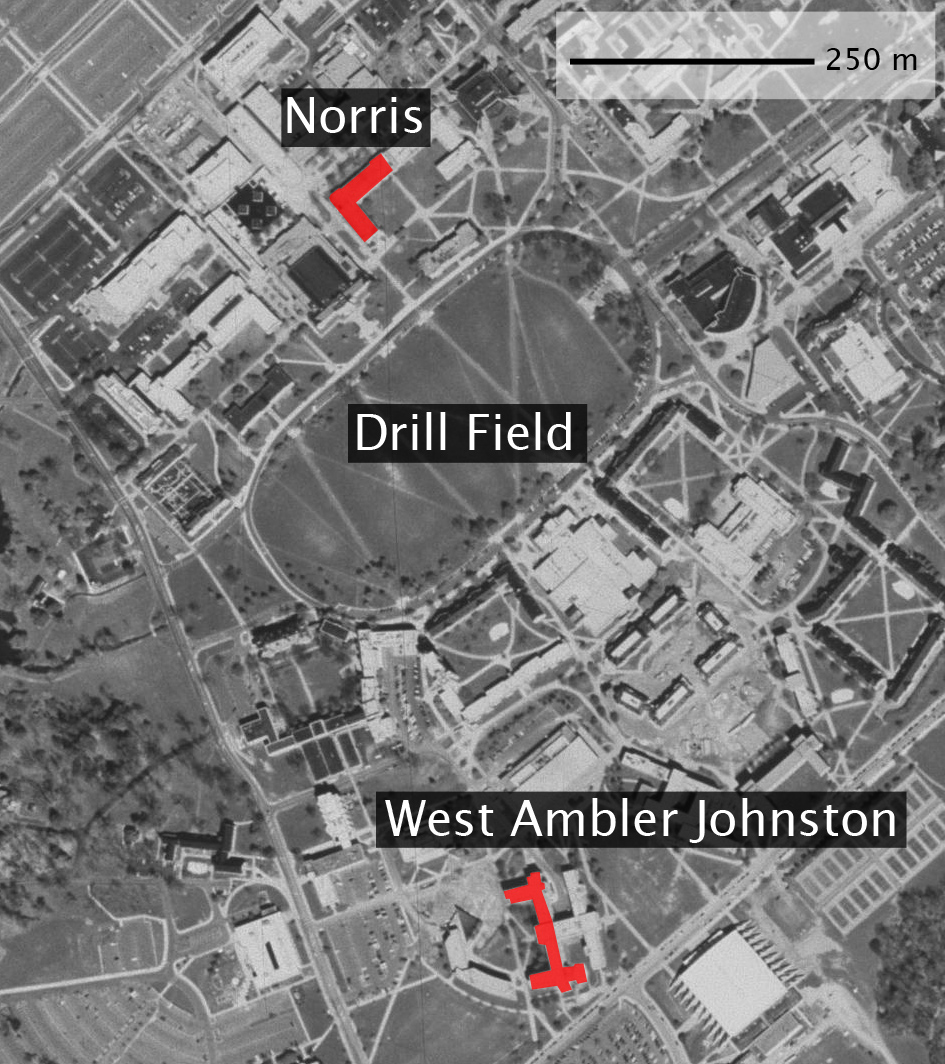
2007: Die Orte des Amoklaufs

- 2007: Bei einem Amoklauf an der Virginia Polytechnic Institute and State University in Virginia werden 32 Menschen getötet und 29 weitere verletzt. Der Täter bringt sich anschließend selbst um.

### Religion
- 0556: Pelagius I. wird Bischof von Rom. Man verdächtigt ihn der Schuld am Tod seines Vorgängers Vigilius, die er eidlich bestreitet. In der Folge kommt es auf Grund des Dreikapitelstreits zu einem Schisma.
- 1521: Martin Luther trifft in Worms ein. Er soll nach Fürsprache durch Kurfürst Friedrich III. von Sachsen an beiden Folgetagen seine Thesen vor dem Reichstag zu Worms noch einmal erläutern und verteidigen.

### Katastrophen

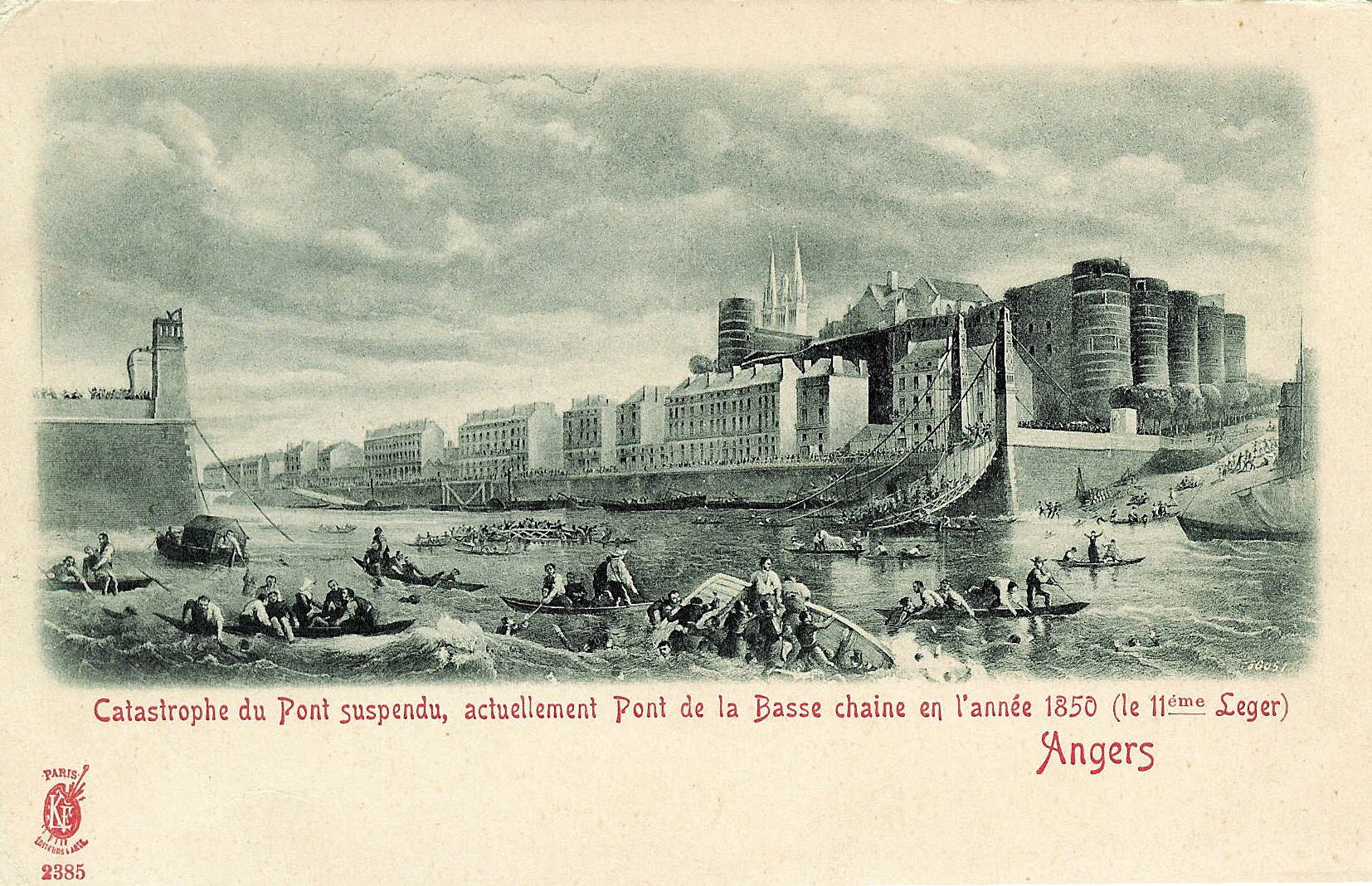
1850: Eingestürzte Hängebrücke von Angers

- 1850: Aufgrund der Resonanz, welche durch Sturm und  730 zwar ohne Tritt marschierende, aber die Schwingungen ausgleichende Soldaten verursacht wird, kommt es zum Einsturz der Hängebrücke von Angers in Frankreich. Bei der Resonanzkatastrophe sterben 226 Menschen.
- 1945: Die Versenkung des mit Flüchtlingen beladenen deutschen Schiffes Goya in der Ostsee vor der pommerschen Küste durch das sowjetische U-Boot L-3 fordert ca. 7200 Tote, 176 Menschen können gerettet werden. Der Kommandant des U-Bootes, Wladimir Konstantinowitsch Konowalow, wird später für die Versenkung als Held der Sowjetunion geehrt. Das Wrack wird am 16. April 2003 entdeckt.
- 1947: Die Texas-City-Explosion der mit Ammoniumnitrat beladenen Frachtschiffe Grandcamp und Highflyer im Hafen von Texas City, Texas, führt zu 581 Todesopfern, über 100 Vermissten, 5000 Verletzten, hunderten Obdachlosen und 65 Millionen US-Dollar Schaden. Die Wucht der Explosion lässt Menschen noch im 16 Kilometer entfernten Galveston auf die Knie fallen.
- 2014: Die südkoreanische Fähre Sewol kentert kurz vor der Insel Jindo. Von den 476 Personen an Bord überleben 174.

Kleinere Unglücksfälle sind in den Unterartikeln von Katastrophe und in der Liste von Katastrophen aufgeführt.

### Natur und Umwelt

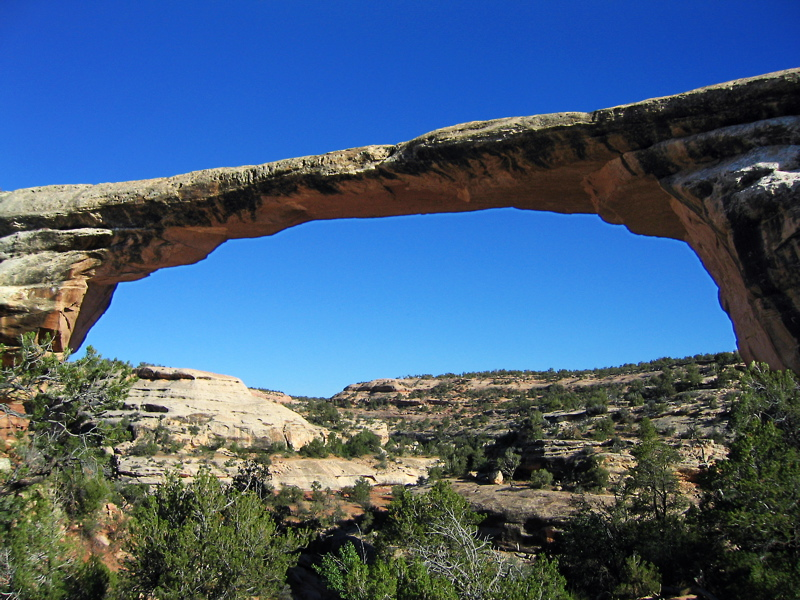
1908: Natural Bridges National Monument

- 1908: Im US-Bundesstaat Utah wird das Natural Bridges National Monument, ein nationales Schutzgebiet innerhalb der USA, errichtet.

### Sport
- 1996: Die Chicago Bulls mit Michael Jordan gewinnen ihr 70. Spiel innerhalb einer NBA-Saison und sind somit das erste Team der Ligageschichte, das diese Marke erreicht.

Einträge von Leichtathletik-Weltrekorden befinden sich unter der jeweiligen Disziplin unter Leichtathletik.

## Geboren

### Vor dem 18. Jahrhundert
- 1466: Johannes V. Thurzo, Fürstbischof von Breslau
- 1488: Jungjong, 11. König der Joseon-Dynastie in Korea
- 1495: Peter Apian, deutscher Astronom und Geograf
- 1536: Poul Cypræus, dänischer Jurist, Historiker und Diplomat
- 1538: Hans von Khevenhüller-Frankenburg, kaiserlicher Gesandter in Madrid
- 1565: Elizabeth Throckmorton, englische Hofdame Elisabeths I. und Ehefrau von Sir Walter Raleigh
- 1600: Paulus Arnolt, deutscher Stück- und Glockengießer

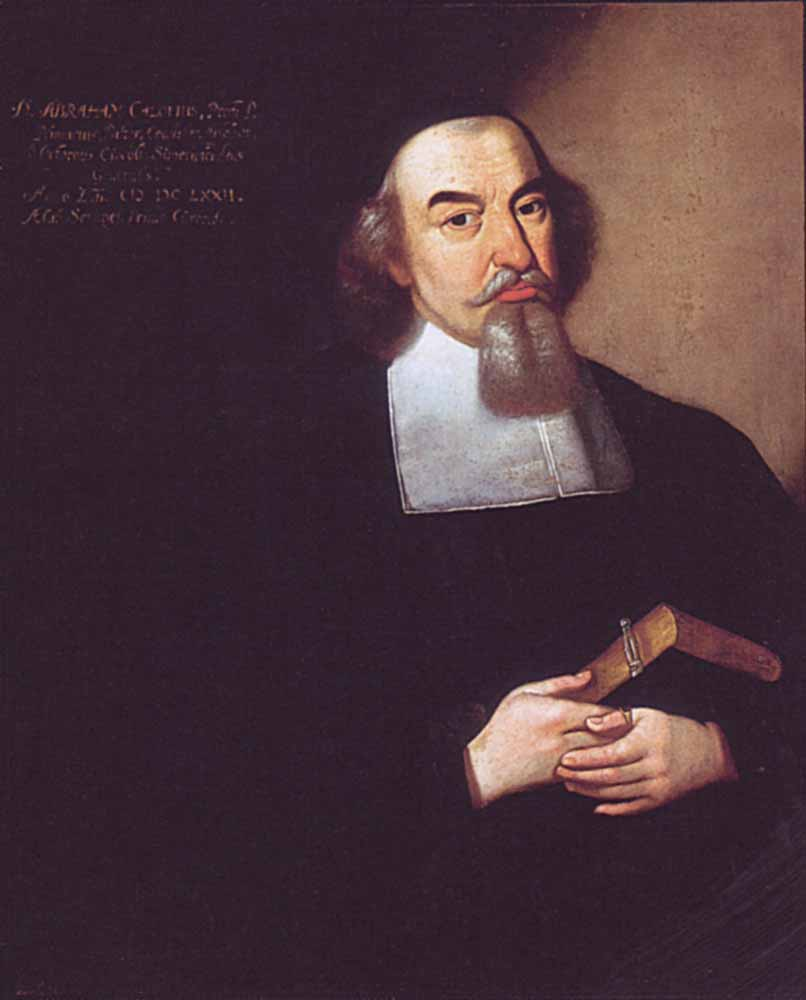
Abraham Calov (* 1612)

- 1612: Abraham Calov, deutscher lutherischer Theologe
- 1616: Trijntje Keever, größte jemals vermessene Frau der Welt
- 1619: Jan van Riebeeck, niederländischer Schiffsarzt, Kaufmann und Kolonieverwalter
- 1630: Lambert van Haven, dänischer Generalbaumeister, Architekt, Maler und Inspektor der königlichen Kunstsammlungen
- 1635: Frans van Mieris der Ältere, niederländischer Porträt-, Historien- und Genremaler
- 1646: Jules Hardouin-Mansart, französischer Architekt
- 1647: Matthys Naiveu, niederländischer Maler (Taufdatum)
- 1649: Jan Luyken, holländischer Dichter, Illustrator und Kupferstecher
- 1652: Clemens XII., Papst
- 1660: Hans Sloane, englischer Wissenschaftler und Arzt
- 1663: Alexander Sigismund von der Pfalz, Fürstbischof von Augsburg
- 1671: John Law, schottischer Nationalökonom
- 1682: John Hadley, englischer Astronom und Mathematiker
- 1682: Wolfgang Sigismund von Orsini-Rosenberg, Landeshauptmann von Kärnten
- 1687: Paul Christian Zink, deutscher Maler
- 1693: Anna Sophie von Reventlow, Gemahlin des dänischen Königs Friedrich IV.

### 18. Jahrhundert
- 1702: Juan de Balmaceda, spanischer Jurist und Kolonialverwalter, Gouverneur von Chile
- 1714: Pedro Avondano, portugiesischer Violinist und Komponist
- 1716: Johann Baptist Ignaz Wolf, tschechischer Organist und Komponist
- 1728: Joseph Black, schottischer Physiker und Chemiker, Entdecker des Kohlendioxids, des Magnesiums und der latenten Wärme
- 1728: Jacob Ludwig Schellenberg, deutscher evangelischer Geistlicher und Pädagoge
- 1730: Henry Clinton, britischer General

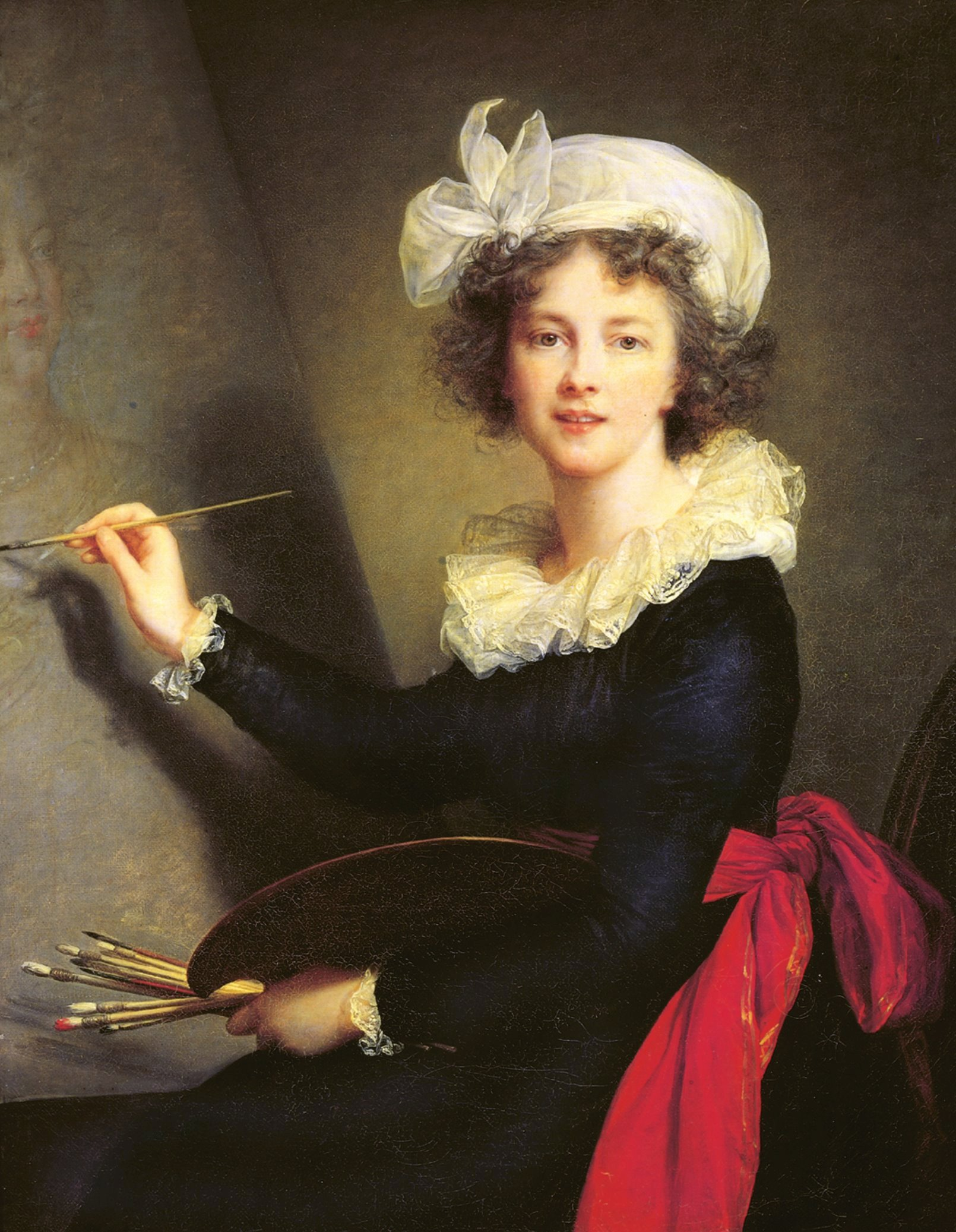
Élisabeth Vigée-Lebrun (* 1755)

- 1755: Élisabeth Vigée-Lebrun, französische Malerin
- 1758: Christian von Massenbach, preußischer Oberst und Schriftsteller
- 1766: Wilhelm von Anns, deutscher Kaufmann und Politiker
- 1767: Karl Julius Weber, deutscher Schriftsteller und Satiriker
- 1769: Bahne Asmussen, friesischer Pastor, Dichter, und Lehrer
- 1770: Maria Maddalena dell’Incarnazione, italienische Ordensgründerin und Selige
- 1773: Johann Karl von Fichard, deutscher Historiker
- 1777: John Alexander, US-amerikanischer Jurist und Politiker, Mitglied des Repräsentantenhauses
- 1780: Otto August Rühle von Lilienstern, preußischer General
- 1783: Hannibal von Hertzberg, preußischer Landwehrmajor und Abgeordneter des Provinziallandtags der Provinz Sachsen
- 1784: Émilie Bigottini, französische Tänzerin
- 1786: Albrecht Adam, deutscher Schlachtenmaler
- 1786: John Franklin, britischer Polarforscher
- 1788: Johann Friedrich Ruthe, deutscher Botaniker
- 1789: Claude de Perrot, Schweizer Geistlicher und Hochschullehrer
- 1796: Louis Leresche, Schweizer Geistlicher
- 1797: Adolphe Thiers, französischer Politiker und Historiker, Minister, Präsident des Ministerrats, Staatspräsident
- 1799: John Wesley Davis, US-amerikanischer Politiker, Mitglied und Sprecher des Repräsentantenhauses, Gouverneur des Oregon-Territoriums
- 1800: Jakob von Heine, deutscher Mediziner, Entdecker der spinalen Kinderlähmung
- 1800: George Bingham, 3. Earl of Lucan, britischer Feldmarschall
- 1800: Józef Stefani, polnischer Komponist

### 19. Jahrhundert

#### 1801–1850
- 1802: François Christophe Edmond Kellermann, französischer Staatsmann und Diplomat

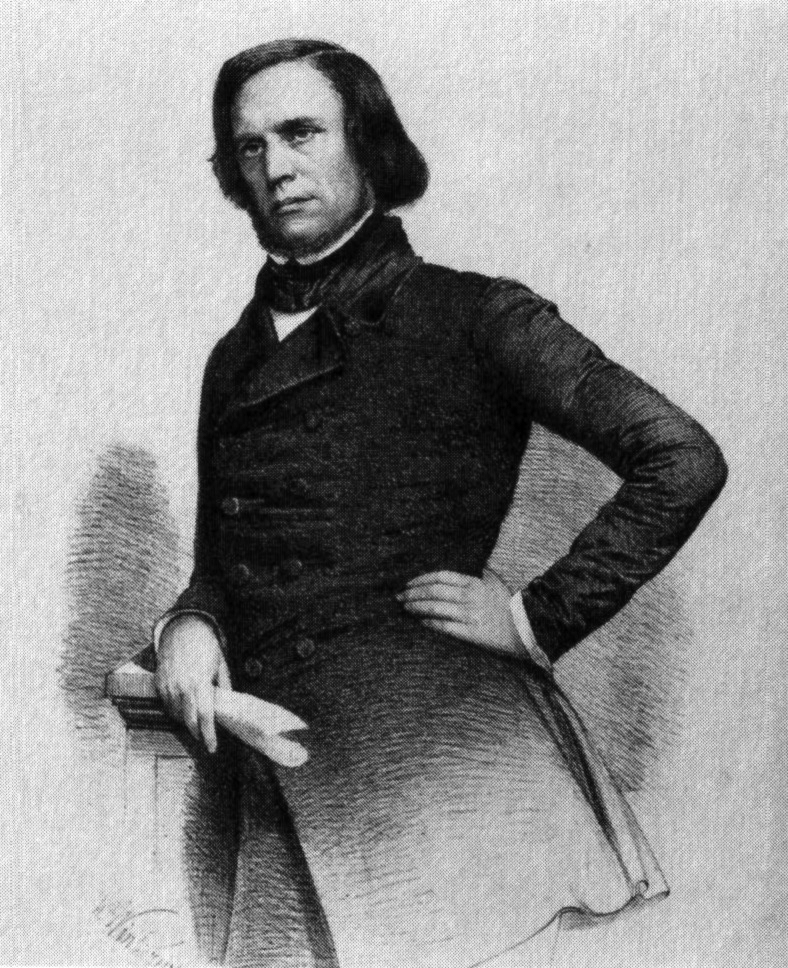
August Hergenhahn (* 1804)

- 1804: August Hergenhahn, deutscher Politiker, Ministerpräsident des Herzogtums Nassau
- 1808: Eugène Emmanuel Amaury-Duval, französischer Maler
- 1808: Caleb Blood Smith, US-amerikanischer Politiker, Mitglied des Repräsentantenhauses, Innenminister
- 1817: Rudolph von Delbrück, deutscher Politiker, enger Mitarbeiter Bismarcks, preußischer Staatsminister, MdR
- 1819: Gustave Chouquet, französischer Musikwissenschaftler
- 1820: Georg Curtius, deutscher Philologe
- 1821: Ford Madox Brown, britischer Maler
- 1821: Sophie von Hardenberg, deutsche Novalis-Forscherin und Antifeministin
- 1822: Karl Theodor Robert Luther, deutscher Astronom
- 1823: Gotthold Eisenstein, deutscher Mathematiker
- 1823ː Joseph du Sacré-Cœur, Ordensschwester der Sœurs de la charité de la Providence
- 1834: Włodzimierz Czacki, polnischer Geistlicher und vatikanischer Diplomat, Kurienerzbischof, Apostolischer Nuntius in Frankreich, Kardinal
- 1837: Hedwig Haberkern, deutsche Autorin, Liedtexterin und Lehrerin
- 1838: Karel Bendl, tschechischer Komponist
- 1838: Ernest Solvay, belgischer Chemiker und Amateurforscher

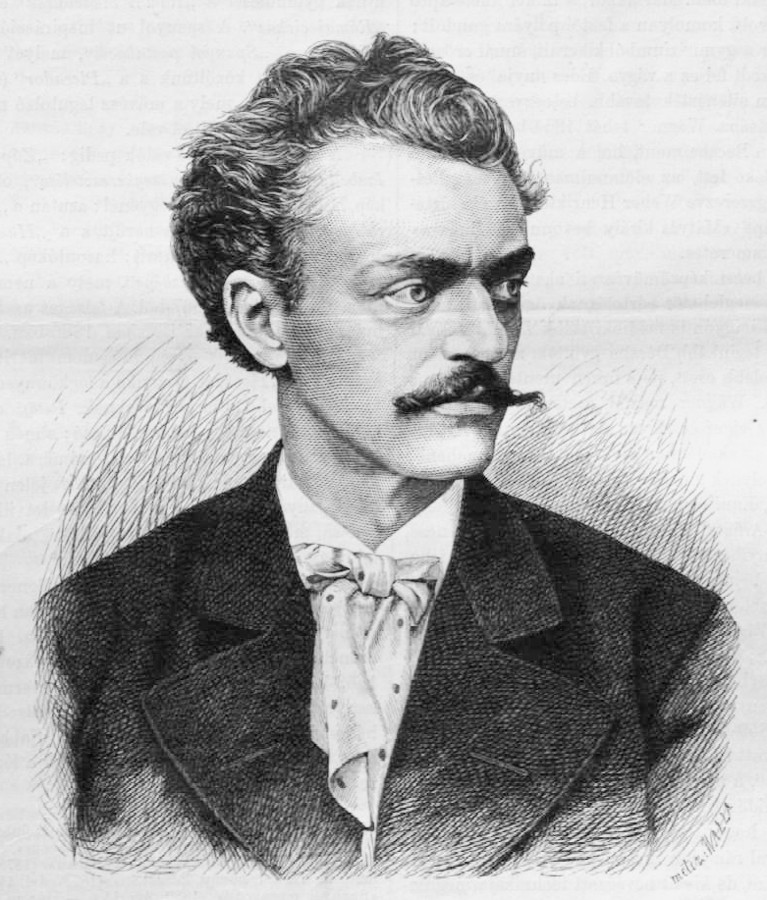
Sándor Wagner (* 1838)

- 1838: Sándor Wagner, ungarischer Maler
- 1841: Louis E. Atkinson, US-amerikanischer Politiker, Mitglied des Repräsentantenhauses
- 1843: Louis Döllstädt, deutscher Kaufmann und Kommunalpolitiker
- 1844: Anatole France, französischer Schriftsteller
- 1847: August Bender, deutscher Chemiker und Unternehmer
- 1849: Joseph Schröder, deutscher Theologieprofessor
- 1849: Antonio Spagnoli, Trentiner Bildhauer
- 1850: Paul von Breitenbach, deutscher Verwaltungsjurist, preußischer Minister, Leiter des Reichseisenbahnamts
- 1850: Herbert Baxter Adams, US-amerikanischer Historiker und Hochschullehrer
- 1850: Auguste Groner, österreichische Schriftstellerin
- 1850: Sidney Thomas, britischer Metallurg (Thomas-Verfahren, Thomasmehl)

#### 1851–1900

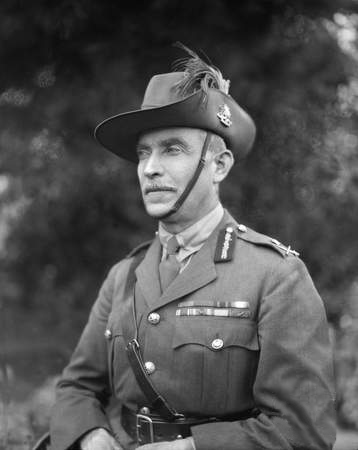
Harry Chauvel (* 1865)

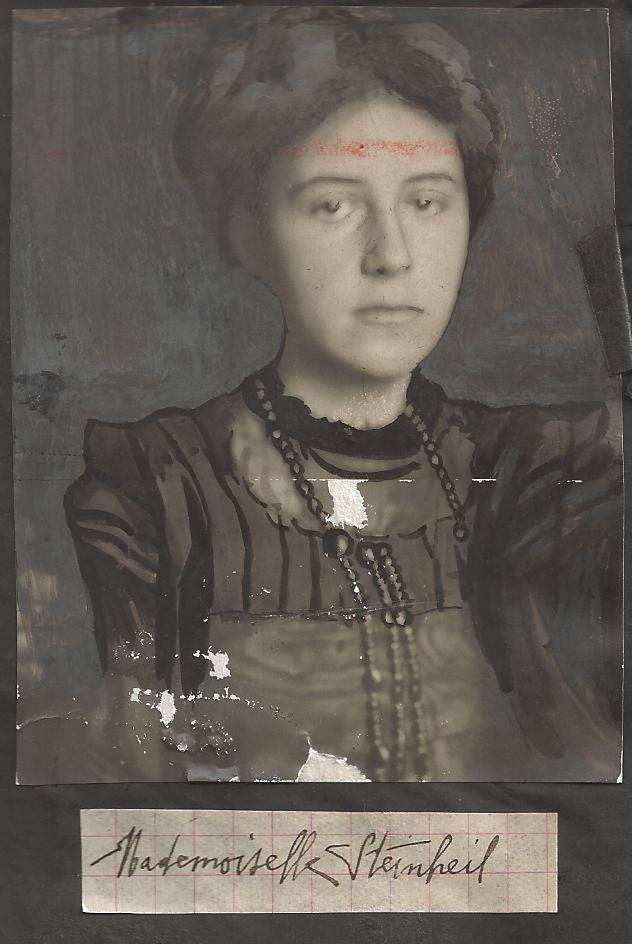
Marguerite Steinheil (* 1869)

- 1851: Ernst Josephson, schwedischer Maler
- 1854: Vicente Casanova y Marzol, spanischer römisch-katholischer Erzbischof von Granada und Kardinal
- 1854: Jacob van Rees, niederländischer Autor und Anarchist
- 1854: Paul von Windheim, preußischer Generalleutnant
- 1858: Stanisław Barcewicz, polnischer Pianist, Kammermusiker, Dirigent und Musikpädagoge
- 1858: Basilio Pompili, Kardinal der römisch-katholischen Kirche
- 1858: Johann Flierl, deutscher Missionar
- 1859: Friedrich Traugott Helbig, sächsischer Bildhauer
- 1861: Max Blanckenhorn, deutscher Geologe und Paläontologe
- 1861: William F. Hooley, US-amerikanischer Sänger
- 1865: Harry Chauvel, australischer General
- 1866: Rufin Steimer, Schweizer Kapuzinerprediger und Historiker
- 1867: Heinrich Schwanold, deutscher Lehrer und Heimatforscher
- 1867: Wilbur Wright, US-amerikanischer Flugpionier und Flugzeugbauer
- 1868: Spottiswoode Aitken, britisch-amerikanischer Schauspieler
- 1868: Charles Silver, französischer Komponist
- 1869: Marguerite Steinheil, französische Salonnière
- 1871: Henry Stephenson, britischer Film- und Theaterschauspieler
- 1871: John Millington Synge, irischer Dramatiker
- 1873: Oscar A. H. Schmitz, deutscher Autor und Philosoph
- 1875: Erwin Baur, deutscher Arzt und Botaniker, Genetiker und Züchtungsforscher
- 1876ː Amalie Wilke, deutsche Malerin und Karikaturistin
- 1879: Léon Théry, französischer Rennfahrer
- 1881: Wilhelm Ernst Asbeck, deutscher Schriftsteller
- 1882: Jaromír John, tschechischer Schriftsteller und Journalist
- 1882: Rudolf Jung, deutsch-österreichisch-tschechischer Politiker und SS-General, Theoretiker des Nationalsozialismus
- 1885: Frederick Chubb, kanadischer Organist, Chorleiter, Musikpädagoge und Komponist
- 1885: Leó Weiner, ungarischer Komponist

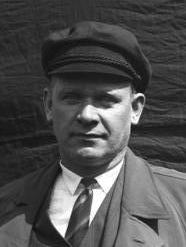
Ernst Thälmann (* 1886)

- 1886: Ernst Thälmann, deutscher kommunistischer Politiker, MdR, Kandidat für die Reichspräsidentenwahl, NS-Opfer im KZ Buchenwald
- 1887: Gordon Bennett, australischer General
- 1889: Charlie Chaplin, britischer Komiker, Schauspieler, Regisseur, Komponist und Produzent
- 1890: Walter Tausk, deutscher Handelsvertreter und Autor, Opfer des Holocaust
- 1890: Nikolai Sergejewitsch Trubetzkoy, russischer Linguist und Ethnologe
- 1891: Henri Auguste Arnaud, französischer Mittelstreckenläufer
- 1893: Frederic Mompou, katalanischer Komponist
- 1893: Friedrich Franz von Unruh, deutscher Schriftsteller
- 1894: Carl von Campe, deutscher Politiker, MdB, Diplomat
- 1894: Erich Wewel, deutscher Verleger
- 1895: Ove Arup, britisch-dänisch-norwegischer Ingenieur, Tragwerksplaner und Theoretiker
- 1895: Mischa Mischakoff, Geiger und Musikpädagoge ukrainischer Herkunft
- 1896: Tristan Tzara, französischer Schriftsteller
- 1896: Árpád Weisz, ungarischer Fußballspieler und -trainer
- 1897: Hermann Groine, deutscher NS-Politiker, MdR
- 1897: Eugen Leibfried, deutscher Landwirt und Politiker, MdL und Landesminister, MdB
- 1897: John Bagot Glubb, britischer Offizier, Militärstratege und Nahostexperte
- 1897: Pierre Goutte, französischer Autorennfahrer
- 1898: Hijikata Yoshi, japanischer Theaterleiter
- 1899: Louis Gérard, französischer Unternehmer und Autorennfahrer
- 1900: Polly Adler, US-amerikanische Bordellbetreiberin
- 1900: Paul Weyres, deutscher Motorradrennfahrer

### 20. Jahrhundert

#### 1901–1925
- 1901: Nikolai Akimow, sowjetischer Theaterregisseur und -produzent, Bühnenbildner sowie Grafiker
- 1903: Paul Waner, US-amerikanischer Baseballspieler
- 1903: Charles Coleman, britischer Stadtkommandant
- 1905: Paul-Pierre Philippe, französischer Kardinal

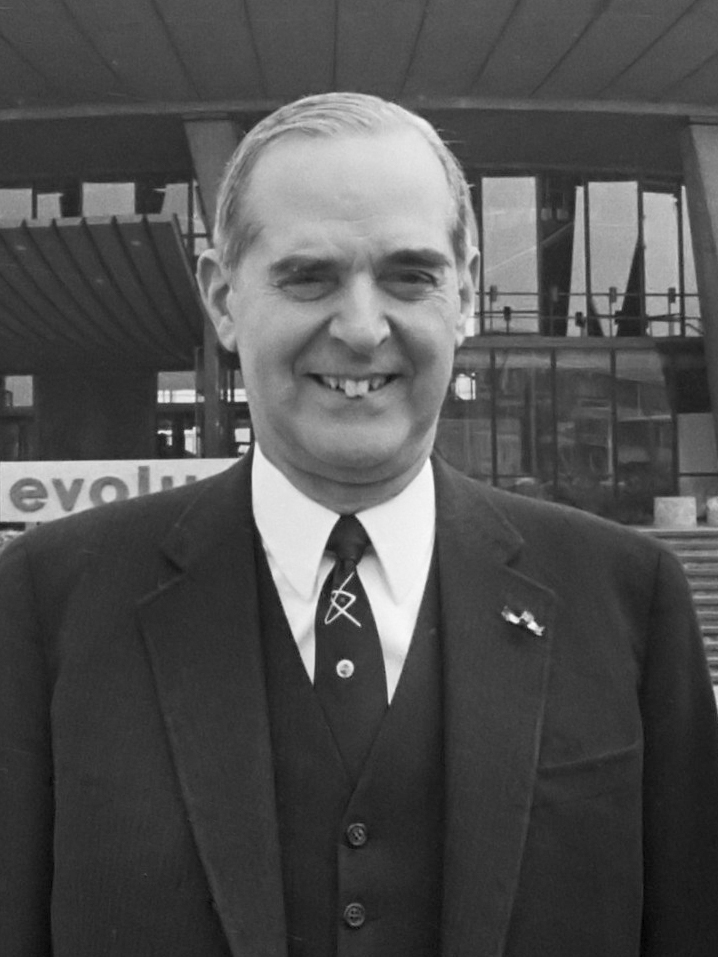
Frits Philips (* 1905)

- 1905: Frits Philips, niederländischer Industrieller
- 1907: August Eigruber, deutscher NSDAP-Gauleiter und Kriegsverbrecher
- 1907: Georg Heinrich Maier, deutscher Rechtswissenschaftler im Bereich des Römischen Rechts
- 1908: Max Salpeter, englischer Geiger
- 1909: Roy Ashton, britischer Maskenbildner
- 1909: Karlheinz Idelberger, deutscher Mediziner
- 1911: William Thomas Stearn, britischer Botaniker
- 1912: Edmond Jabès, französischer Schriftsteller und Dichter
- 1912: Jewgeni Walerianowitsch Samoilow, russischer Schauspieler
- 1913: Don Fedderson, US-amerikanischer Fernsehproduzent
- 1914: Mark Lasarewitsch Gallai, sowjetischer Testpilot und Ingenieur
- 1914: John Hodiak, US-amerikanischer Schauspieler
- 1914ː Gertrud Spiess, Schweizer Frauenrechtlerin und Politikerin (CVP)
- 1915: Nicolae Berechet, rumänischer Boxer
- 1915: Karl Hemfler, deutscher Jurist und Politiker
- 1915: Johannes Leppich, deutscher Jesuit und Wanderprediger
- 1915: Alfred Otto Schwede, deutscher Schriftsteller

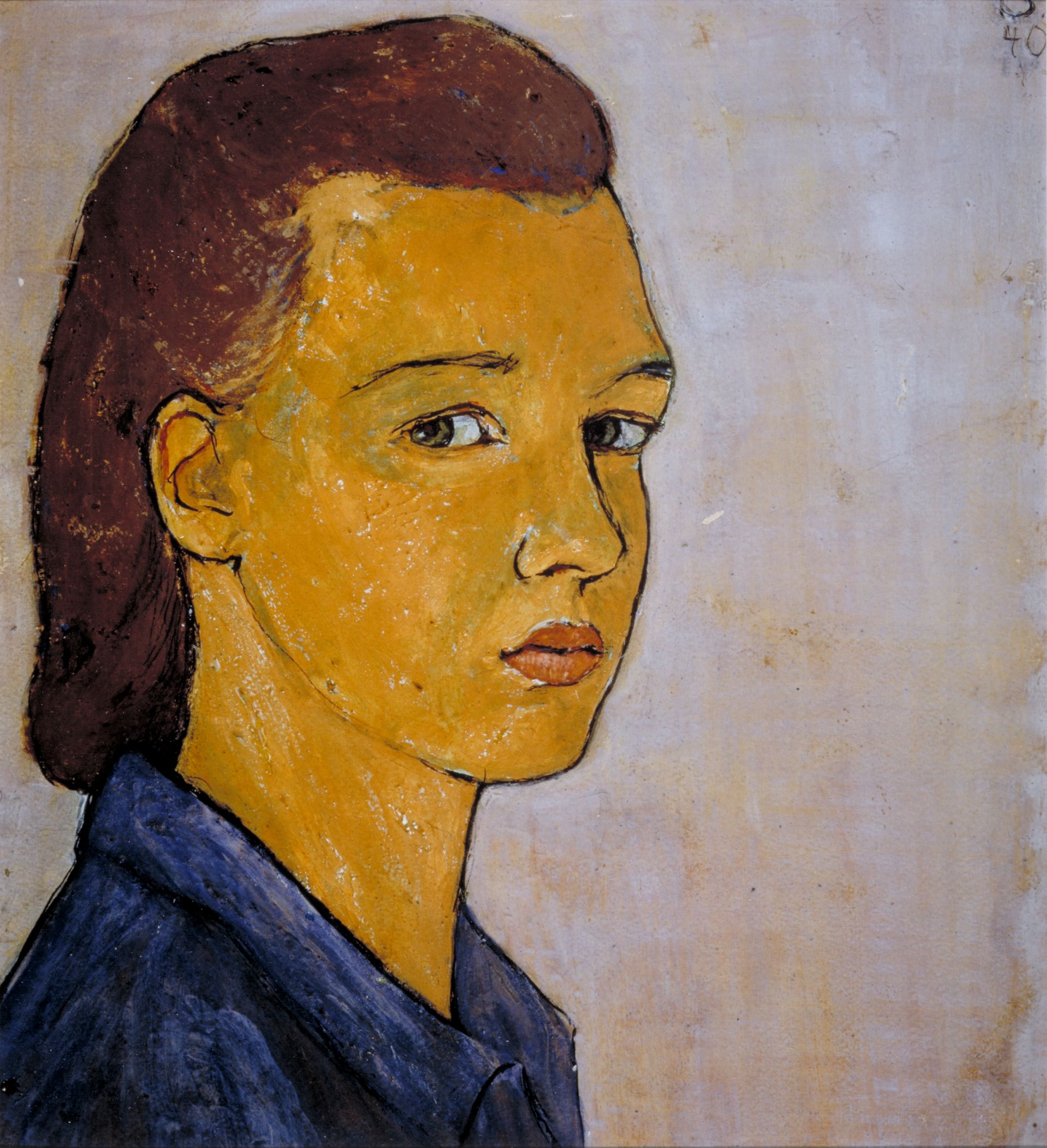
Charlotte Salomon (* 1917)

- 1917: Charlotte Salomon, deutsche, jüdische Malerin und NS-Opfer
- 1918: Juozas Petras Kazickas, litauischer Unternehmer, Unternehmensberater, Philanthrop und Mäzen
- 1918: Spike Milligan, irischer Komiker, Schriftsteller, Dichter und Jazz-Musiker
- 1919: Liesel Christ, Frankfurter Volksschauspielerin
- 1919: Merce Cunningham, US-amerikanischer Tänzer und Choreograf
- 1919. Lieselotte Voellner-Gallus, deutsche Ärztin und Bildhauerin
- 1921: Alfons M. Dauer, deutscher Musikwissenschaftler und Ethnologe
- 1921: Wolfgang Leonhard, deutscher Historiker

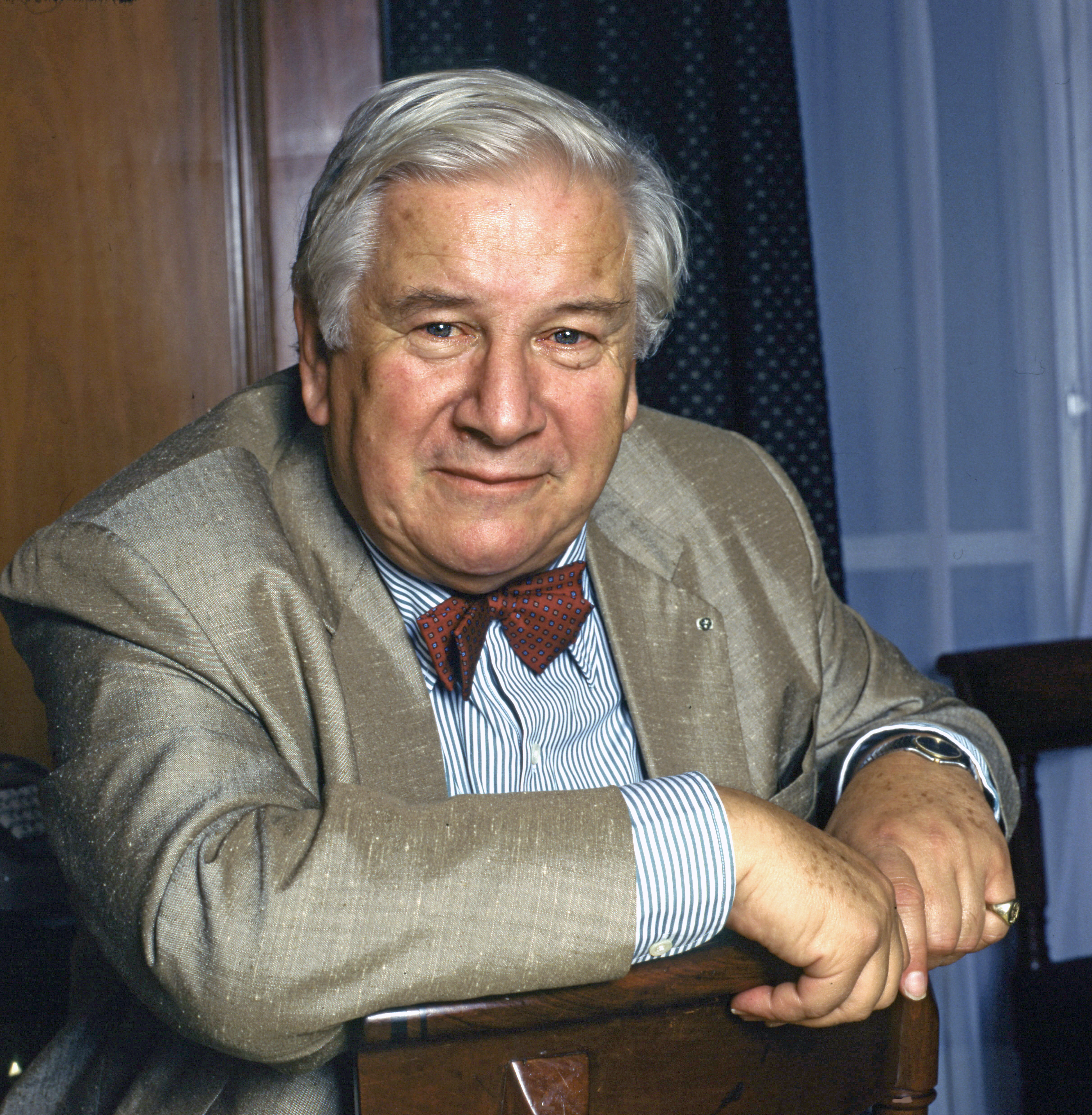
Peter Ustinov (* 1921)

- 1921: Peter Ustinov, Schriftsteller, Schauspieler und Regisseur
- 1922: Kingsley Amis, englischer Schriftsteller und Dichter
- 1922: Boby Lapointe, französischer Sänger
- 1922: Leo Tindemans, belgischer Politiker und Regierungschef
- 1923: Warren Barker, US-amerikanischer Komponist
- 1923: Harry Cox, belgischer Pianist und Komponist
- 1923: Wolfgang Reinhold, deutscher Generaloberst
- 1923: Erwin Wirschaz, deutscher Schauspieler und Hörspielsprecher
- 1924: Henry Mancini, US-amerikanischer Musiker
- 1925: Walter Pecher, deutscher Fußballspieler
- 1925: Salma Khadra Jayyusi, palästinensische Autorin (andere Quellen datieren das Geburtsjahr auf 1923, 1926, 1927 oder 1928)

#### 1926–1950
- 1926: John Friedmann, US-amerikanischer Geograph und Ökonom, Begründer der World City Forschung
- 1927: Edie Adams, US-amerikanische Schauspielerin
- 1927: Claus Arndt, deutscher Politiker und MdB

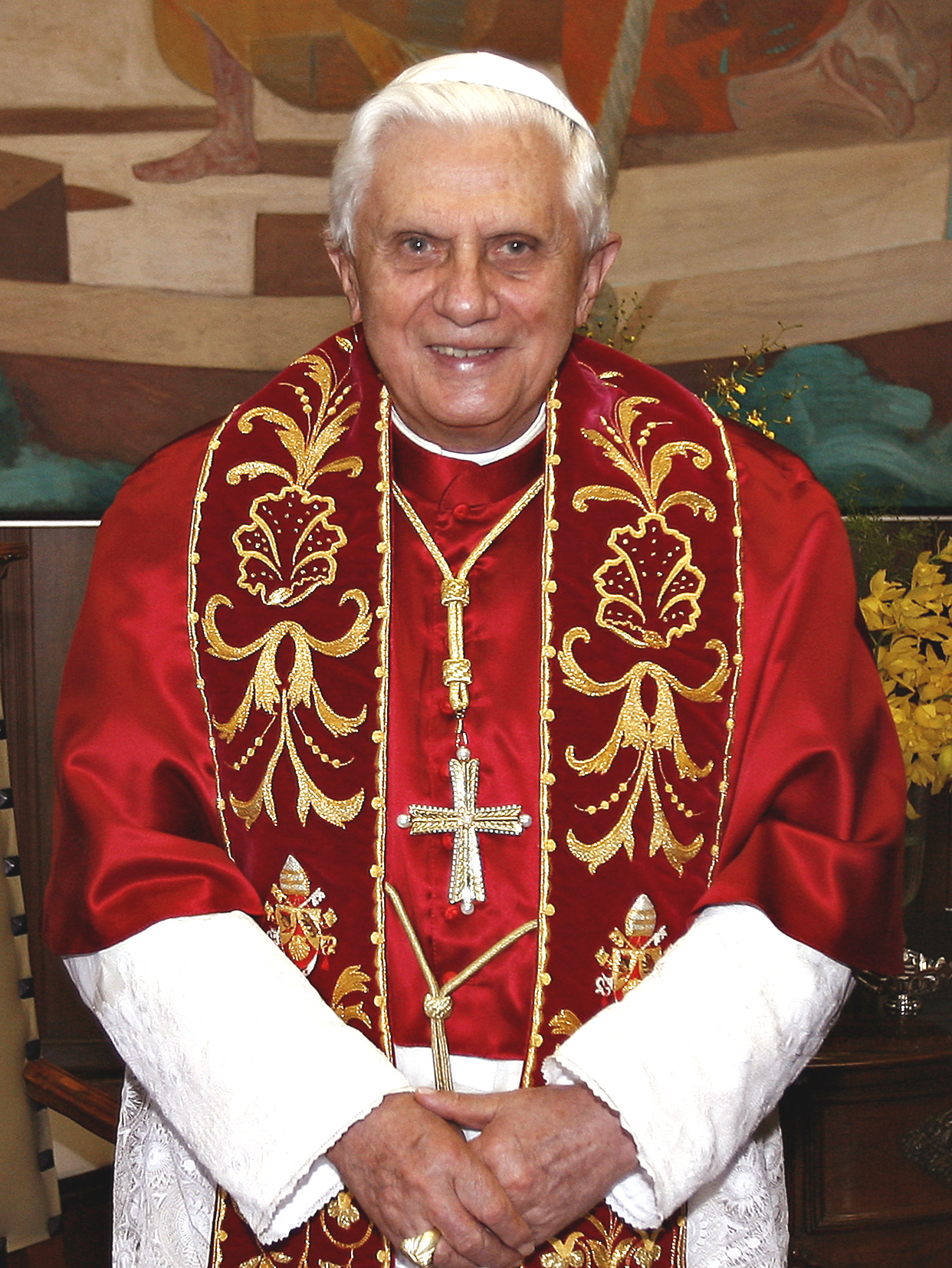
Benedikt XVI. (* 1927)

- 1927: Benedikt XVI., Papst (bürgerlich Joseph Alois Ratzinger)
- 1927: John Chamberlain, US-amerikanischer Künstler
- 1927: Rolf Schult, deutscher Schauspieler
- 1928: Walter Grob, Akkordeonist und Komponist aus der Schweiz
- 1928: Richard Sylbert, US-amerikanischer Szenenbildner
- 1928: Hans-Jürgen Wegener, deutscher Forstbeamter
- 1929ː Annette Fleischer-Peters, deutsche Kieferorthopädin, Hochschullehrerin
- 1930: René Ahlberg, deutscher Soziologe
- 1930: Herbie Mann, US-amerikanischer Jazzflötist
- 1932: Eberhard Panitz, deutscher Schriftsteller
- 1932: Henk Schouten, niederländischer Fußballspieler
- 1933: Francesco Amirante, italienischer Jurist
- 1933: Karl Blecha, österreichischer Politiker
- 1933: Ewald Eberle, liechtensteinischer Skirennläufer
- 1933: Ludwig Haas, deutscher Schauspieler
- 1933: Wera Samoilowna Krepkina, sowjetische Sprinterin und Weitspringerin
- 1933: Marquitos, spanischer Fußballspieler
- 1934: Alfred Flury, Schweizer Geistlicher und Chansonier
- 1934: Annelies Schulz, deutsche Autorin

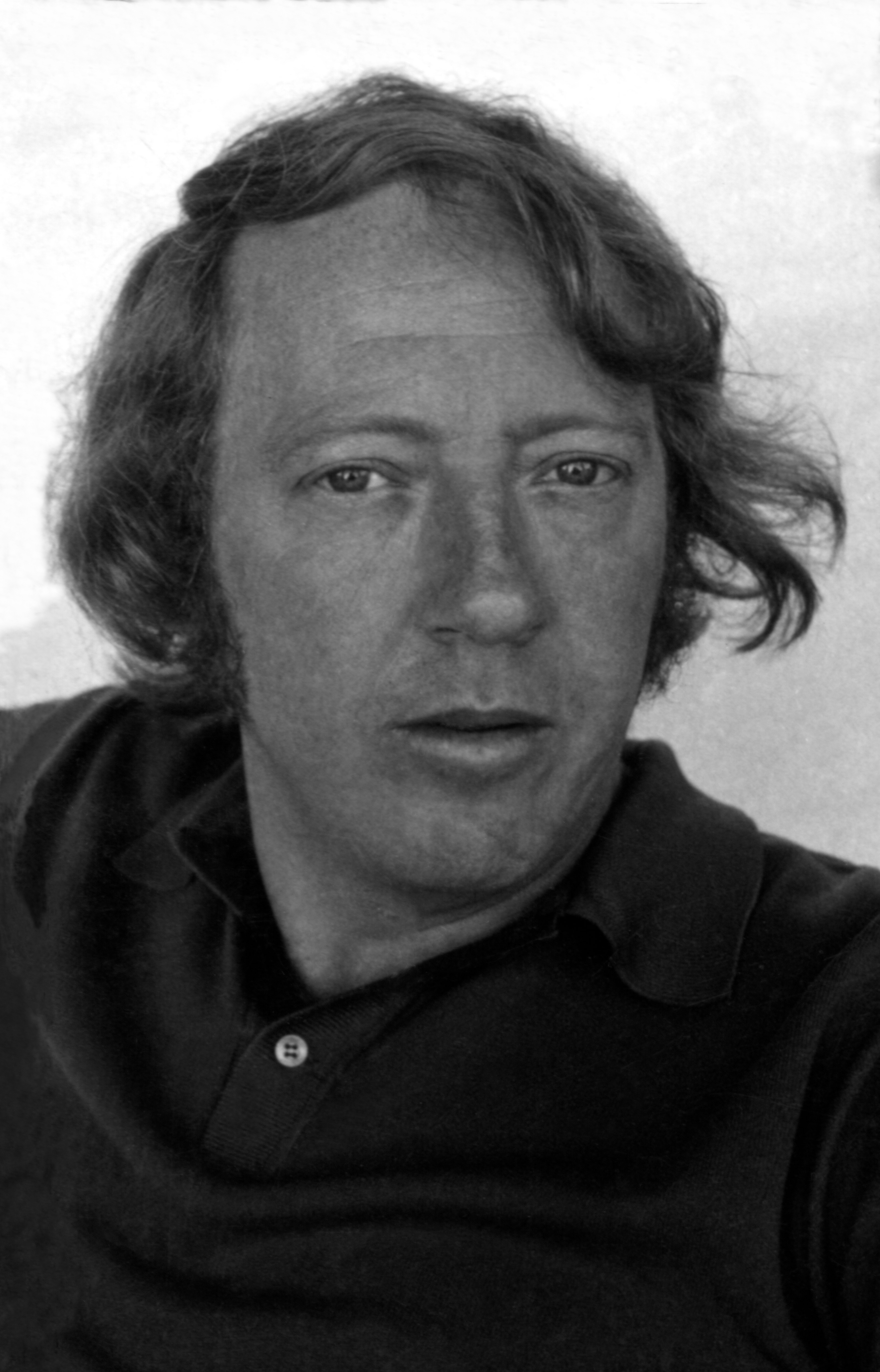
Robert Stigwood (* 1934)

- 1934: Robert Stigwood, australischer Musik- und Filmproduzent
- 1934: Vicar, Comiczeichner bei Disney
- 1935: Nicolae Brânduș, rumänischer Komponist
- 1935: Franz Eugen Dostal, österreichischer Komponist, Dirigent, Regisseur und Dramaturg
- 1935: Siegfried Esajas, surinamischer Leichtathlet
- 1935: Sarah Kirsch, deutsche Schriftstellerin
- 1935: Bobby Vinton, US-amerikanischer Sänger
- 1936: Dieter Adler, deutscher Sportjournalist
- 1936: William Robinson, australischer Maler und Lithograf
- 1937: Gabriele Antonini, italienischer Schauspieler
- 1937: Vince Hill, britischer Schlagersänger
- 1937: Artie „Blues Boy“ White, US-amerikanischer Soul- und Blues-Sänger
- 1938: Gabriella Andreini, italienische Schauspielerin und Synchronsprecherin
- 1938: Roderick Abbott, britischer Diplomat und stellvertretender Generaldirektor der Welthandelsorganisation
- 1938: Rolf Maurer, Schweizer Radsportler
- 1938: Anton Pointecker, österreichischer Schauspieler
- 1938: Peter Weis, deutscher Schauspieler
- 1939: Karlheinz Essl senior, österreichischer Unternehmer und Kunstsammler
- 1939: Dusty Springfield, britische Soulsängerin
- 1940: Rolf Dieter Brinkmann, deutscher Lyriker und Erzähler

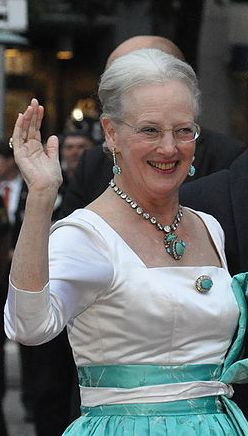
Margrethe II. (* 1940)

- 1940: Margrethe II., Königin von Dänemark
- 1940: Waltraud Meißner, Pfälzer Mundartdichterin
- 1940: Erika Simm, deutsche Politikerin und MdB
- 1941: Alois Büchel, Liechtensteiner Theaterintendant, Regisseur und Sportler
- 1941: Roberto Poggiali, italienischer Radrennfahrer
- 1942: Frank Williams, Teamchef und Mitinhaber des Williams F1 Rennteams
- 1942: Leo Nucci, italienischer Opernsänger, Bariton
- 1944: Elmar Wepper, deutscher Schauspieler und Synchronsprecher
- 1946: Pēteris Vasks, lettischer Komponist
- 1948: Flemming Danty, dänischer Schauspieler
- 1948: John Fitzgerald, US-amerikanischer American-Football-Spieler
- 1949: Machiel Evert Noordeloos, niederländischer Mykologe
- 1949: Johannes Vöcking, deutscher Politiker, Vorstandsvorsitzender der Barmer Ersatzkasse
- 1950: Luqman Arnold, britischer Manager
- 1950: David Graf, US-amerikanischer Filmschauspieler
- 1950: Karl-Martin Hentschel, deutscher Politiker
- 1950: Thierry Perrier, französischer Autorennfahrer

#### 1951–1975
- 1951: Ioan Mihai Cochinescu, rumänischer Schriftsteller und Essayist
- 1951: Björgvin Helgi Halldórsson, isländischer Popsänger
- 1951: Takazumi Katayama, japanischer Motorradrennfahrer
- 1951: Ari Kristinsson, isländischer Kameramann, Produzent, Regisseur und Drehbuchautor

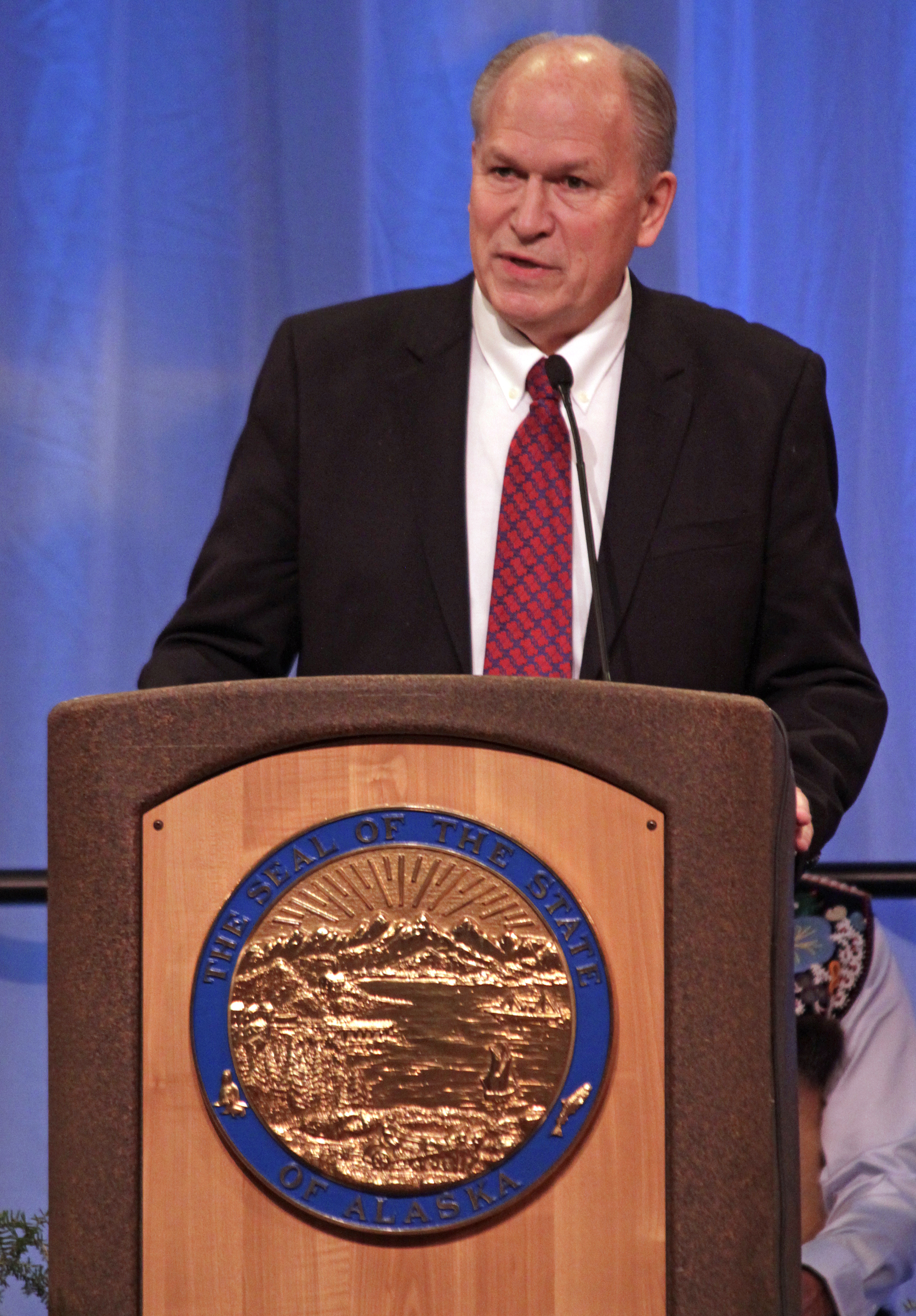
Bill Walker (* 1951)

- 1951: Bill Walker, US-amerikanischer Politiker
- 1952: Yochanan Afek, israelisch-niederländischer Schachkomponist, -spieler, -journalist, -organisator und -trainer
- 1952: Peter Arnold, deutscher Hornist
- 1952: Ulrich Deuschle, deutscher Politiker
- 1952: Esther Roth-Shachamorov, israelische Leichtathletin
- 1952: Rico Saccani, US-amerikanischer Dirigent
- 1952: Jukka Tolonen, finnischer Jazzgitarrist
- 1952: Alexander Tschäppät, Schweizer Politiker
- 1952: Billy West, US-amerikanischer Synchronsprecher
- 1952: Peter Westbrook, US-amerikanischer Fechter
- 1953: Jeremy Burgess, australischer Ingenieur
- 1954: Ellen Barkin, US-amerikanische Schauspielerin
- 1954: Sibylle Lewitscharoff, deutsche Schriftstellerin
- 1955: Jesús Emmanuel Acha Martínez, mexikanischer Popsänger und Komponist

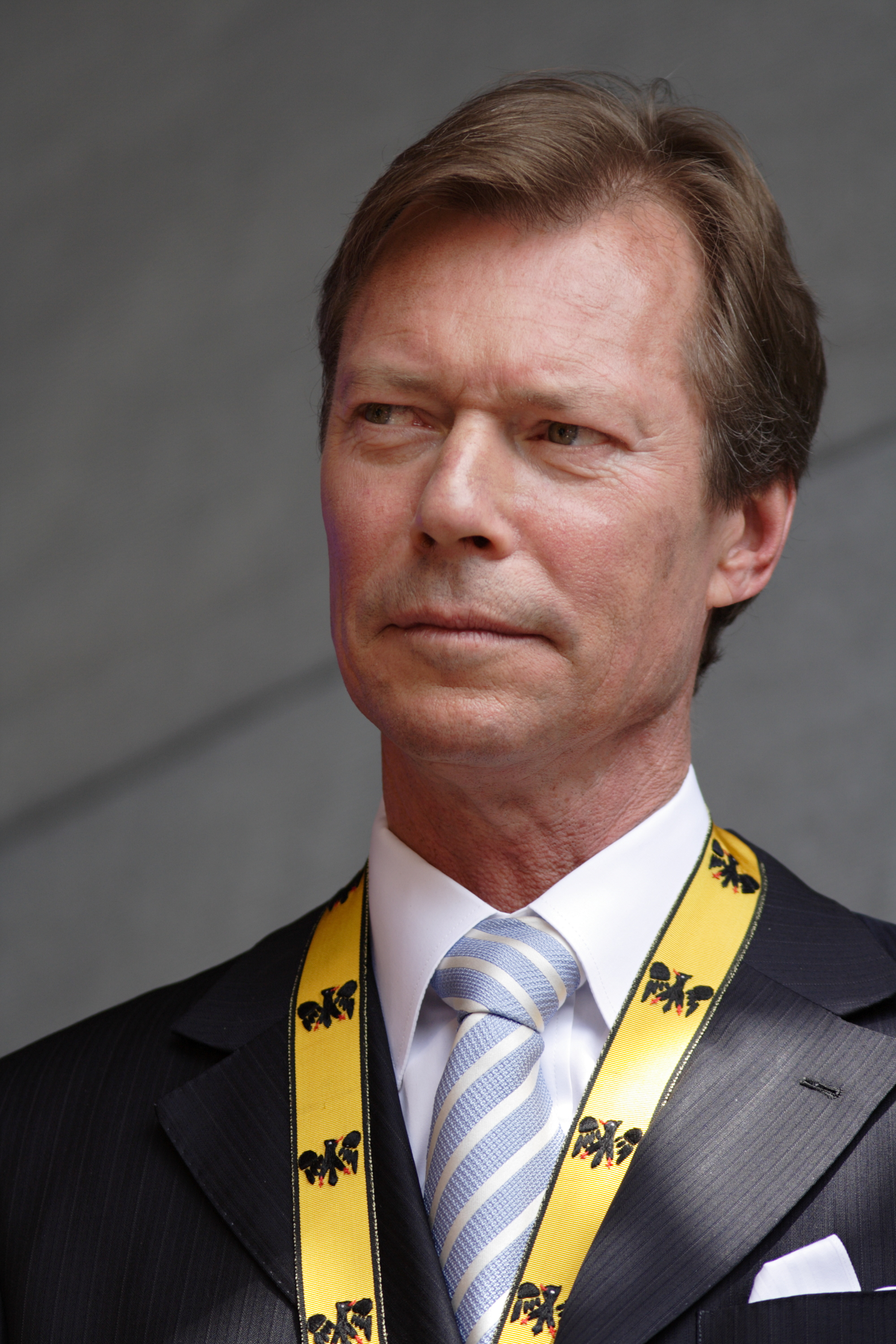
Henri von Luxemburg (* 1955)

- 1955: Henri von Luxemburg, luxemburgischer Großherzog
- 1955: Kool DJ Herc, US-amerikanisch-jamaikanischer Musiker und Musikproduzent
- 1955: Ludger Tewes, deutscher Romanist und Historiker
- 1956: Lise-Marie Morerod, Schweizer Skirennläuferin
- 1956: Gabriel Senanes, argentinischer Komponist
- 1956: Andres Uibo, estnischer Komponist, Organist und Hochschullehrer
- 1957: Schamil Abbjassow, kirgisischer Weit- und Dreispringer
- 1957: Thomas Heitz, deutscher Jurist und ehemaliger Richter am Bundesverwaltungsgericht
- 1957: Oleksandr Sintschenko, ukrainischer Politiker
- 1959: Stefan Hecker, deutscher Handballspieler
- 1959: Hartmut Koschyk, deutscher Politiker
- 1959: Grzegorz Pojmański, polnischer Astronom
- 1960: Rafael Benítez, spanischer Fußballtrainer
- 1960: Anke Gebert, deutsche Krimi-Schriftstellerin
- 1960: Andreas Gruschke, deutscher Autor, Fotograf und Tibetkundler
- 1960: Rochus Hahn, deutscher Comic- und Drehbuchautor
- 1960: Sonja Leidemann, deutsche Politikerin
- 1960: Pierre Littbarski, deutscher Fußballspieler und -trainer
- 1961: Doris Dragović, kroatische Sängerin
- 1962: Antony Blinken, US-amerikanischer Politiker

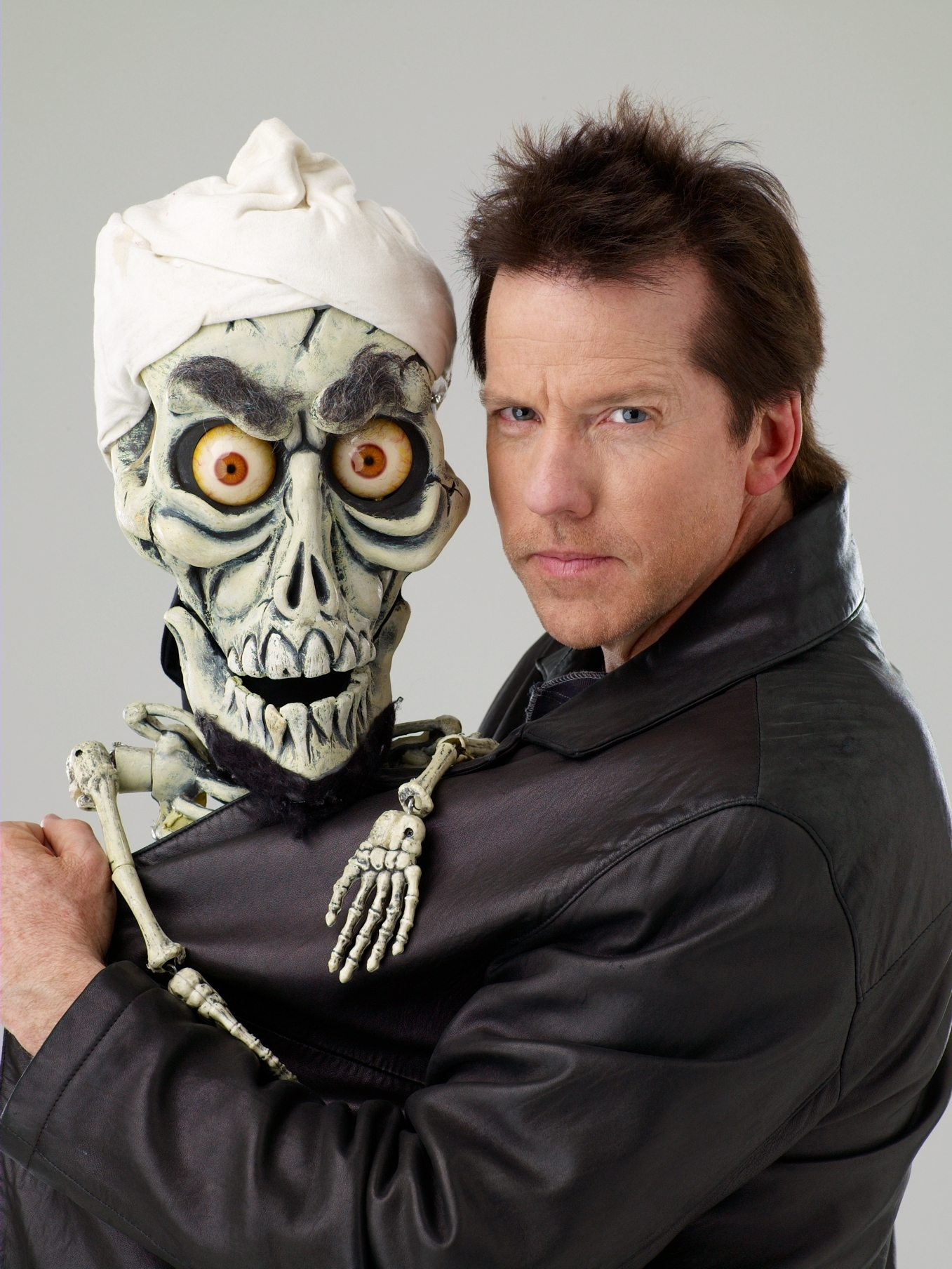
Jeff Dunham (* 1962)

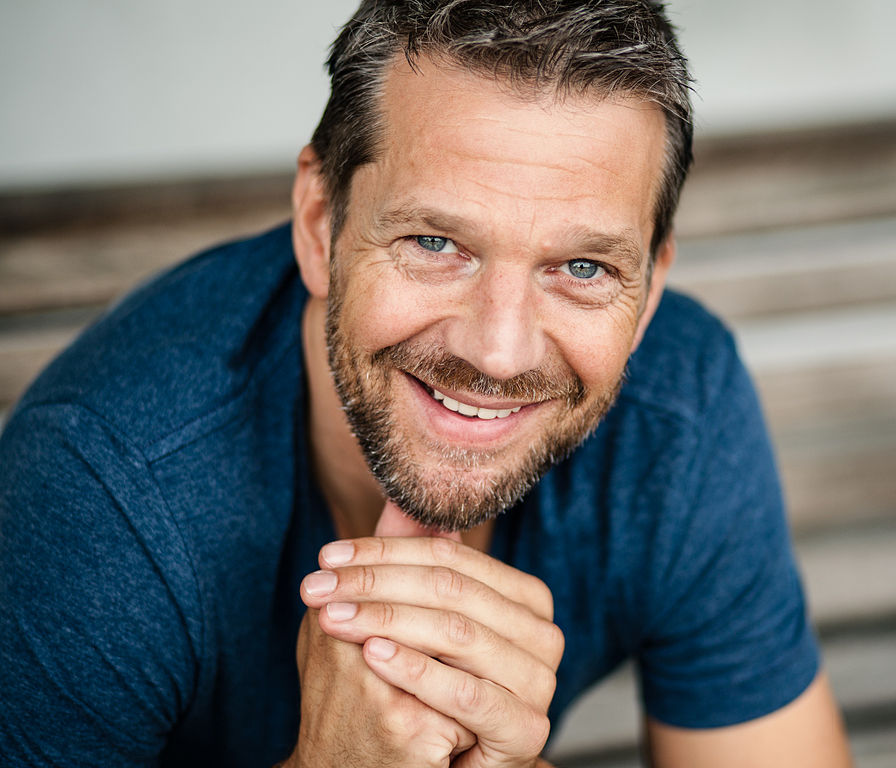
Kai Wiesinger (* 1966)

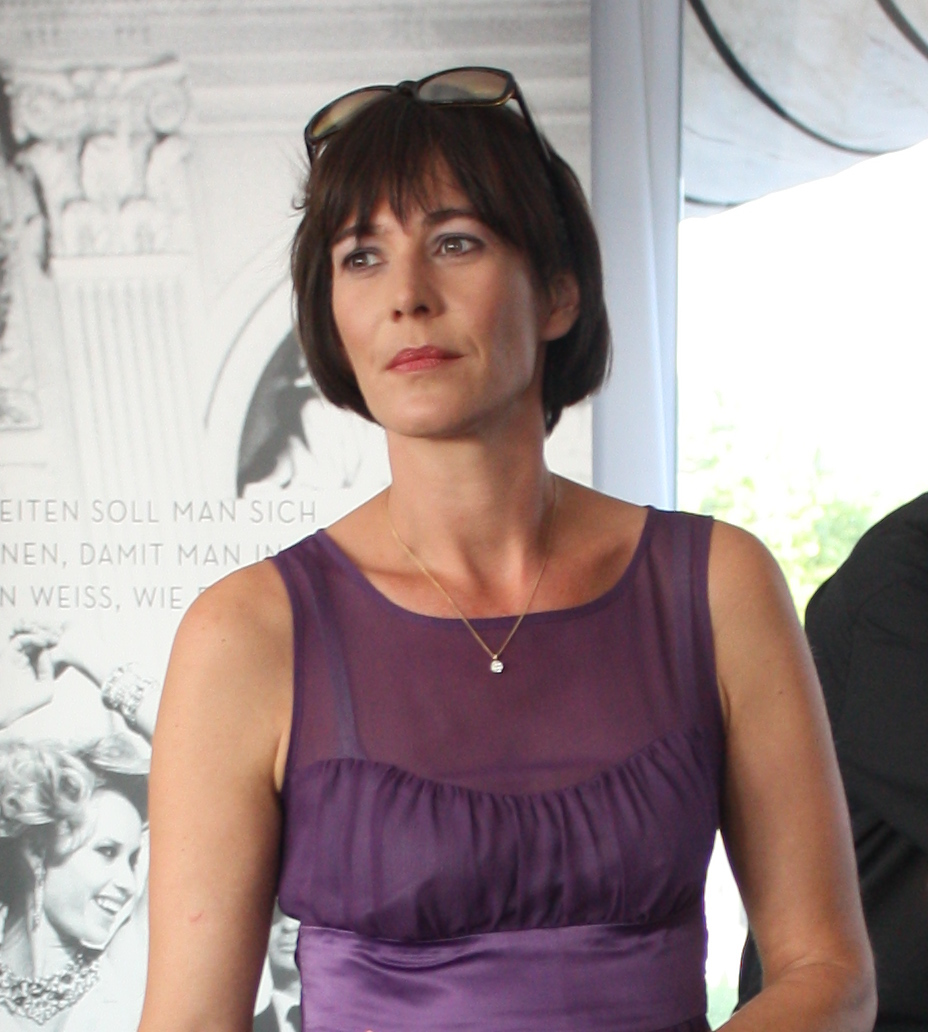
Sandra Maahn (* 1968)

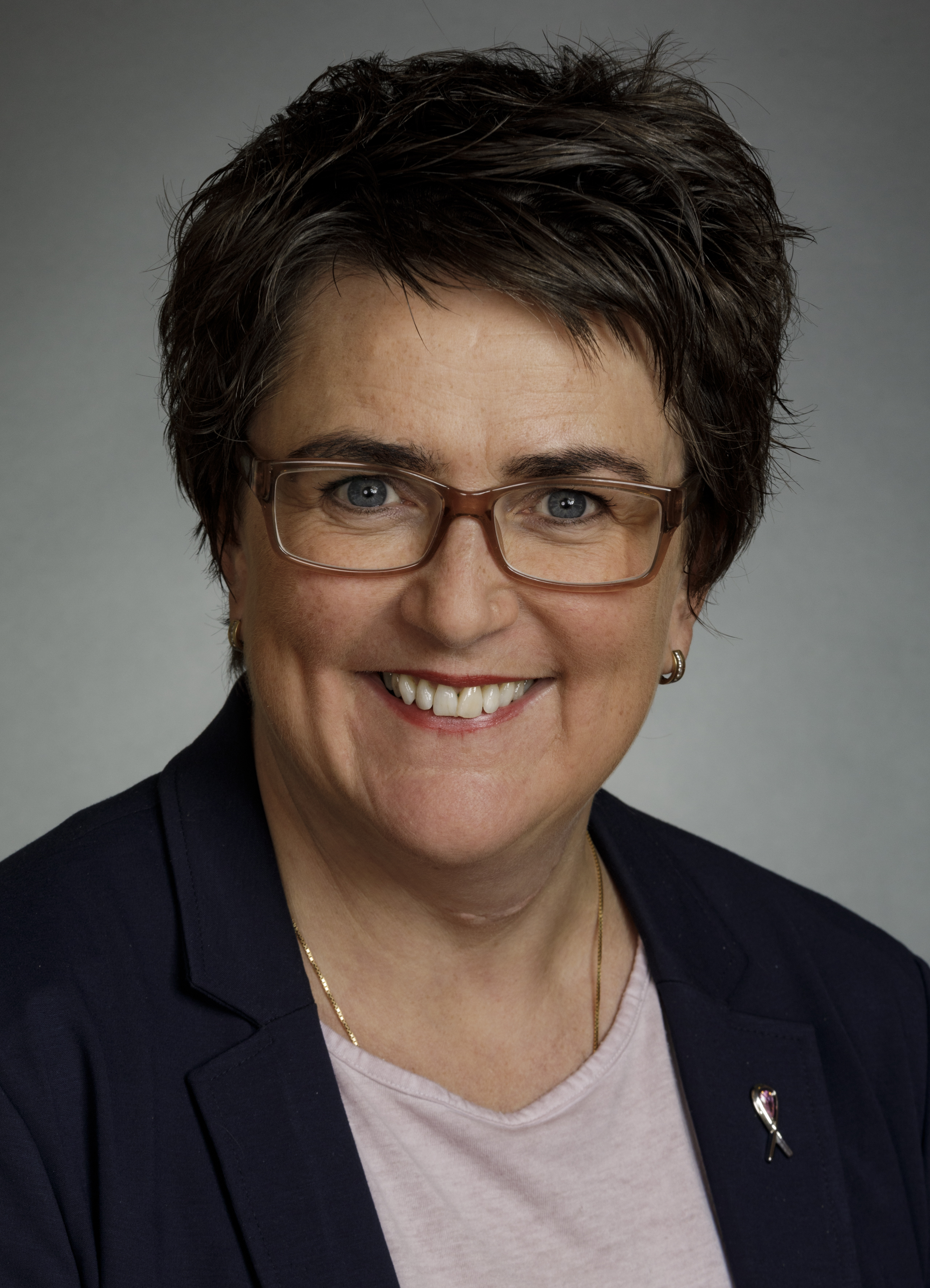
Anna Kolbrún Árnadóttir(* 1970)

- 1962: Jeff Dunham, US-amerikanischer Bauchredner und Standup-Comedian
- 1962: Herbert Jösch, deutscher Musiker und Bandleader
- 1962: Lukas Lichtner-Hoyer, österreichischer Unternehmer und Autorennfahrer
- 1962: Ian MacKaye, US-amerikanischer Musiker und Labelgründer
- 1962: Matthias Röhr, deutscher Gitarrist (Böhse Onkelz)
- 1963: Jimmy Osmond, US-amerikanischer Musiker
- 1964: Michael Arnold, deutscher Politiker
- 1964: Jörg Bundschuh, deutscher Schauspieler
- 1964: Dave Pirner, US-amerikanischer Musiker und Songwriter
- 1964: Andreas Püttmann, deutscher Politikwissenschaftler, Journalist und Publizist
- 1964: Danny Quinn, italienischer Schauspieler, Regisseur und Filmproduzent
- 1964: Florian Richter, deutscher Regisseur, Drehbuchautor und Produzent
- 1964: José Cubero Sánchez, spanischer Torero
- 1964: Esbjörn Svensson, schwedischer Jazzpianist und Bandleader
- 1964: Karl Tobiassen, grönländischer Politiker
- 1964: Yorick van Wageningen, niederländischer Schauspieler
- 1965: Daniel von Borries, deutscher Bankkaufmann, Volkswirt und Manager
- 1965: Jon Cryer, US-amerikanischer Schauspieler
- 1965: Martin Lawrence, US-amerikanischer Schauspieler
- 1965: Guy Rouleau, kanadischer Eishockeyspieler
- 1966: Ovo Maltine, deutsche AIDS-Aktivistin, Polit- und Kabarett-Tunte
- 1966: Bruno Rangel, brasilianischer Dartspieler
- 1966: Stefan Schmidt, deutscher Organist und Hochschullehrer
- 1966: Markus Tröger, deutscher Eisschnellläufer
- 1966: Jarle Vespestad, norwegischer Jazzschlagzeuger
- 1966: Hiltrud Werner, deutsche Führungskraft
- 1966: Kai Wiesinger, deutscher Schauspieler
- 1967: Junko Ōnishi, japanische Jazzpianistin
- 1968: Ljubka Biagioni, deutsche Komponistin bulgarisch-italienischer Abstammung
- 1968: Martin Dahlin, schwedischer Fußballspieler
- 1968: Andreas Hajek, deutscher Ruderer
- 1968: Markus Hochhaus, deutscher Handballspieler
- 1968: Sandra Maahn, deutsche Fernsehmoderatorin
- 1968: Rüdiger Stenzel, deutscher Leichtathlet
- 1969: Thomas Asbridge, englischer Professor
- 1969: Michael Baur, österreichischer Fußballspieler
- 1969ː Dawn Brancheau, US-amerikanische Tiertrainerin bei SeaWorld, Orcaopfer
- 1969: Germán Burgos, argentinischer Fußballspieler
- 1969: Olivia Del Rio, brasilianische Pornodarstellerin
- 1969: Marcus Jehner, deutscher Eishockeyspieler
- 1970: Anna Kolbrún Árnadóttir, isländische Politikerin
- 1970: Daniel Lapaine, australischer Schauspieler
- 1971: Kristian Asmussen, dänischer Handballspieler
- 1971: Sven Fischer, deutscher Biathlet
- 1971: Selena Quintanilla-Pérez, US-amerikanische Sängerin
- 1971: Natallja Swerawa, belarussische Tennisspielerin

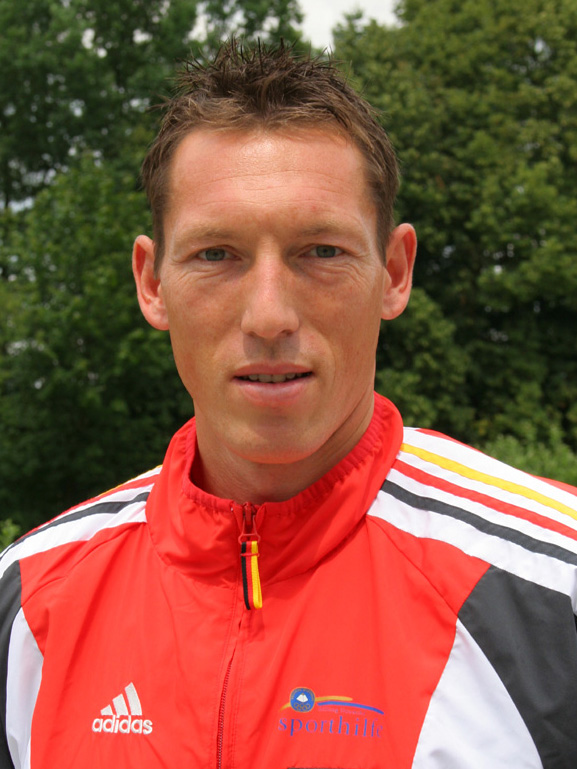
Andreas Dittmer (* 1972)

- 1972: Andreas Dittmer, deutscher Kanute
- 1972: Conchita Martínez, spanische  Tennisspielerin
- 1972: John McGuinness, britischer Motorradrennfahrer
- 1972. Paolo Negro, italienischer Fußballspieler
- 1972: Christof Spörk, österreichischer Klarinettist und Kabarettist
- 1974: Steffen Schroeder, deutscher Schauspieler und Schriftsteller
- 1974: Zali Steggall, australische Skiläuferin
- 1975: Karl Yune, US-amerikanischer Schauspieler

#### 1976–2000
- 1976: Christopher Adolf, Leichtathlet aus Palau

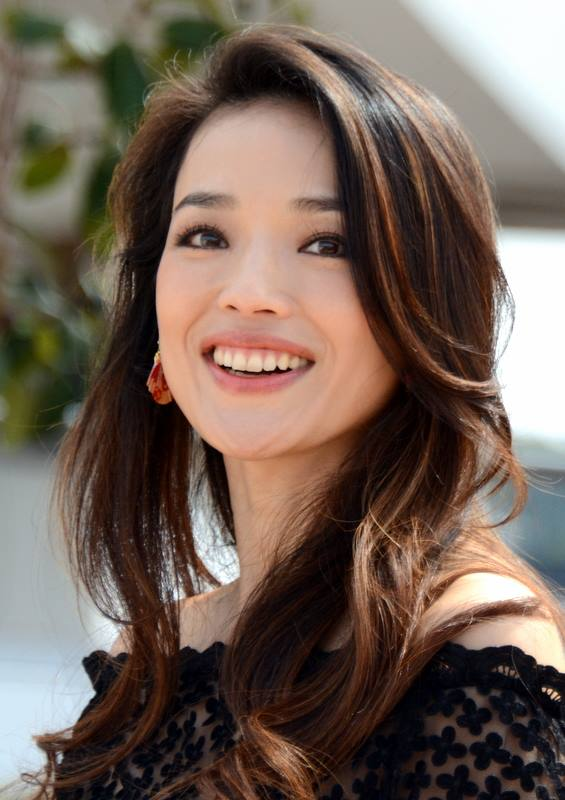
Shu Qi (* 1976)

- 1976: Shu Qi, taiwanische Schauspielerin
- 1977: Akon, US-amerikanischer Musiker
- 1977: Freddie Ljungberg, schwedischer Fußballspieler
- 1977: Stefanie Melbeck, deutsche Handballspielerin
- 1977: Thomas Rasmussen, dänischer Fußballspieler
- 1978: Lara Dutta, indische Schauspielerin
- 1978: Nikki Griffin, US-amerikanische Schauspielerin
- 1978: Isabelle Höpfner, deutsche Schauspielerin
- 1978: Hailu Negussie, äthiopischer Marathonläufer
- 1978: Igor Tudor, kroatischer Fußballspieler und -trainer
- 1979: Christijan Albers, niederländischer Formel-1-Rennfahrer
- 1979: Lars Börgeling, deutscher Leichtathlet
- 1979: Gustav Götz, österreichischer Radiomoderator
- 1979: Elvir Omerbegovic, deutscher Unternehmer
- 1979: Sixto Peralta, argentinischer Fußballspieler
- 1980: Daniel Rosemann, deutscher Medienmanager
- 1981: Anestis Agritis, griechischer Fußballspieler
- 1981: Gina Carano, US-amerikanische Mixed-Martial-Arts-Kämpferin

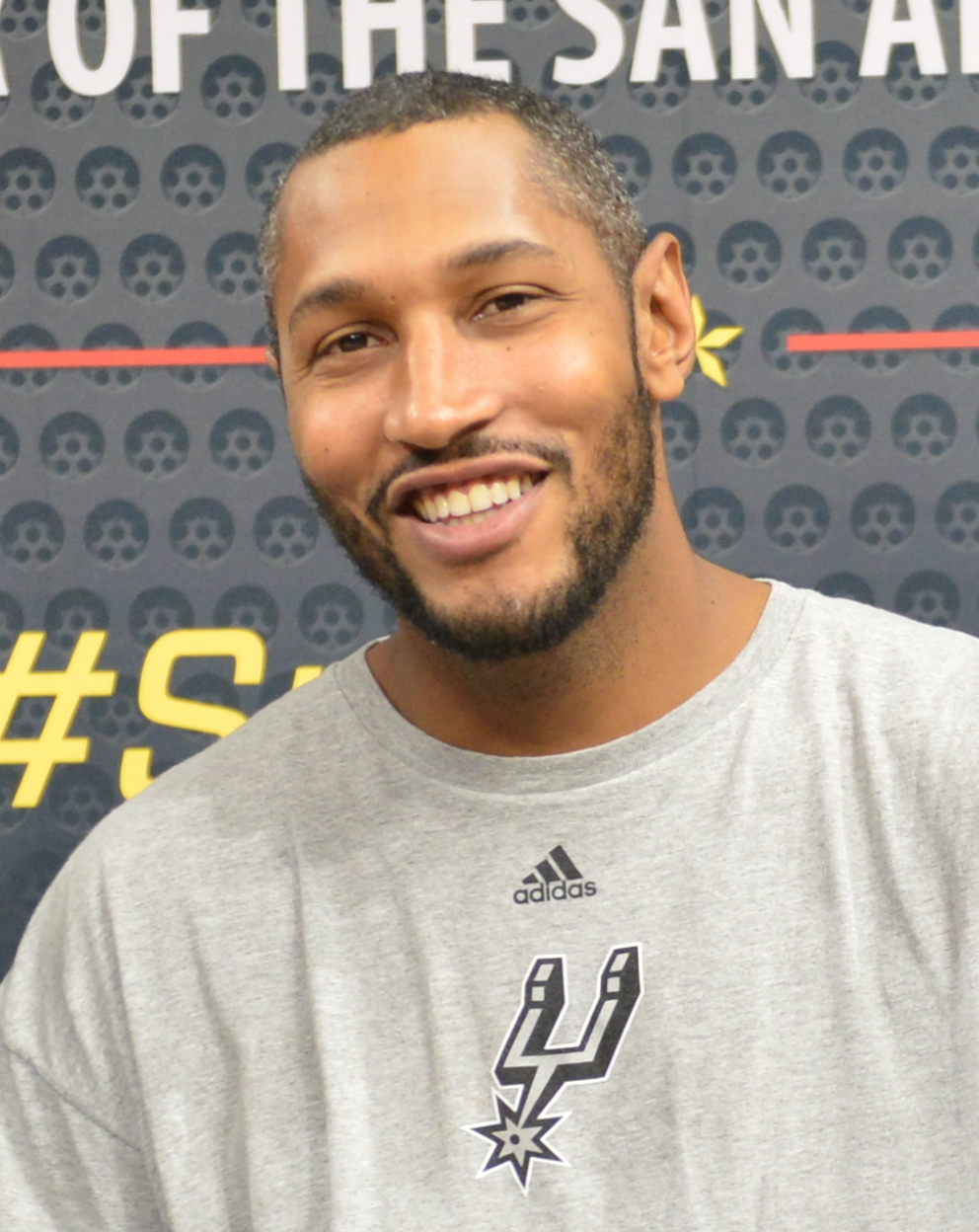
Boris Diaw (* 1982)

- 1982: Boris Diaw, französischer Basketballspieler
- 1982: Jonathan Vilma, US-amerikanischer American-Football-Spieler
- 1983: Daniel Hubmann, Schweizer Orientierungsläufer
- 1983: Michael Strasser, österreichischer Extremsportler
- 1983: James Winslow, britischer Rennfahrer
- 1984: Héctor Aguilar, uruguayischer Radrennfahrer
- 1984: Amelia Atwater-Rhodes, US-amerikanische Schriftstellerin
- 1985: Gregory Lovell, belizischer Straßenradrennfahrer
- 1985: Benjamín Rojas, argentinischer Schauspieler und Sänger
- 1985: Taye Taiwo, nigerianischer Fußballspieler
- 1985: Matthias Weidenhöfer, deutscher Schauspieler
- 1986: Paul di Resta, britischer Rennfahrer
- 1987: Cenk Akyol, türkischer Basketballspieler
- 1987: Lhadji Badiane, französisch-senegalesischer Fußballspieler
- 1987: Martin Fenin, tschechischer Fußballspieler
- 1987: Aaron Lennon, englischer Fußballspieler
- 1987: Johannes Martin, deutscher Politiker
- 1987: Mark Wallenwein, deutscher Rallyefahrer
- 1987: Julie Bonnevie-Svendsen, norwegische Biathletin
- 1987: David Peters, US-amerikanischer Pokerspieler
- 1988: Stanislaw Gorobtschuk, deutscher Handballspieler
- 1988: Peter Liebers, deutscher Eiskunstläufer
- 1989: Benjamin Freudenthaler, österreichischer Fußballspieler
- 1989: Victória Guerra, portugiesische Schauspielerin
- 1989: Chris Löwe, deutscher Fußballspieler

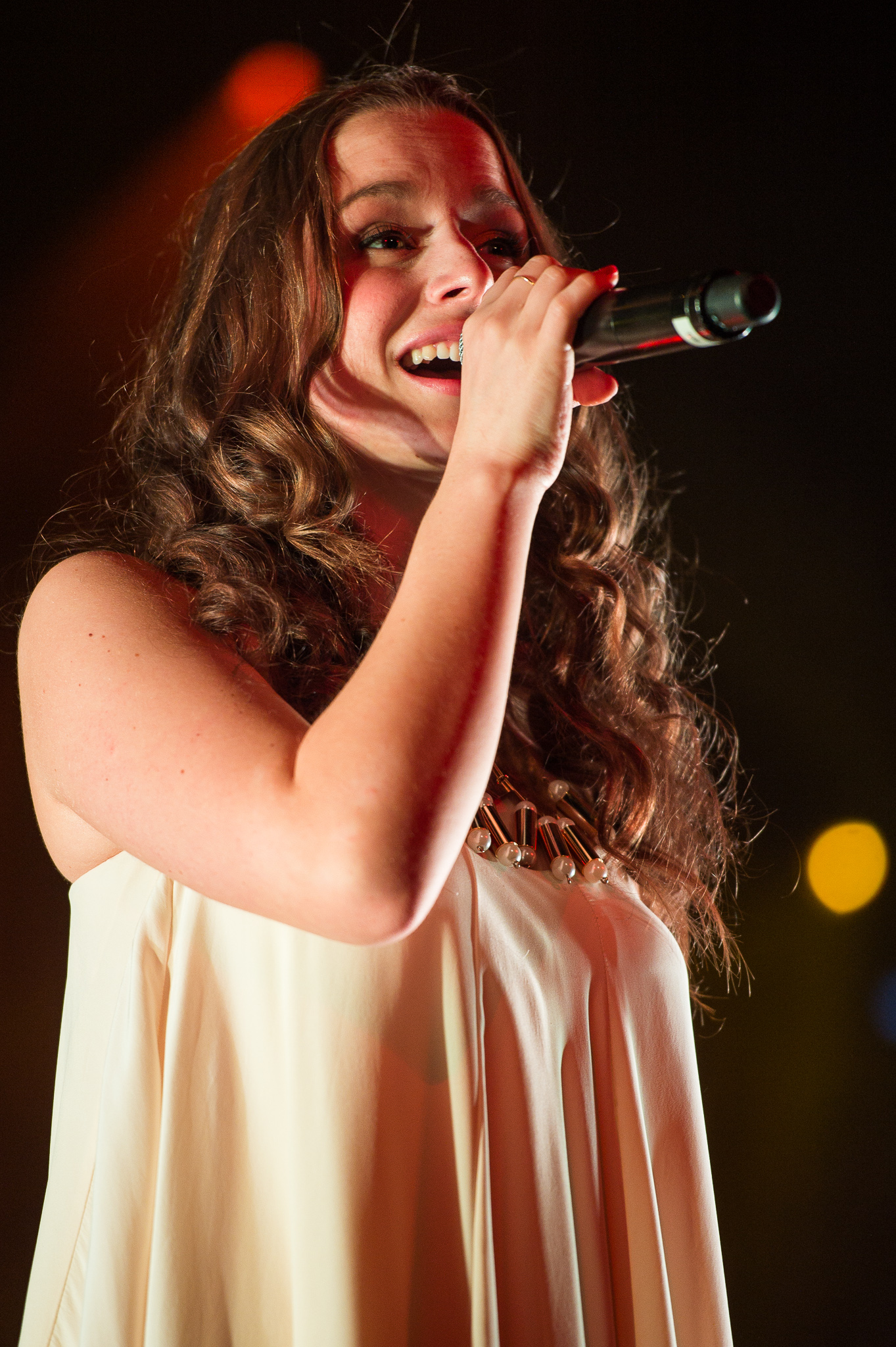
Senta-Sofia Delliponti (* 1990)

- 1990: Senta-Sofia Delliponti, deutsche Sängerin, Musicaldarstellerin und Schauspielerin
- 1990: Jérémy Kapone, französischer Schauspieler, Songwriter
- 1990: Lily Loveless, britische Schauspielerin
- 1990: Bruno Méndez, spanischer Automobilrennfahrer
- 1990: Nadine Menz, deutsche Schauspielerin
- 1990: Arthur Zanetti, brasilianischer Turner
- 1990: Reggie Jackson, US-amerikanischer Basketballspieler
- 1993: Hanna Glas, schwedische Fußballspielerin
- 1993: Chance the Rapper, US-amerikanischer Rapper
- 1994: Onur Bulut, deutsch-türkischer Fußballspieler
- 1994: Liliana Mumy, US-amerikanische Schauspielerin
- 1995: Ramy Bensebaini, algerischer Fußballspieler
- 1996: Alberto Cerri, italienischer Fußballspieler
- 1996: Anya Taylor-Joy, argentinisch-britisch-amerikanische Schauspielerin
- 1997: Hugo Gießler, deutscher Schauspieler
- 1997: Polona Klemenčič, slowenische Biathletin

### 21. Jahrhundert
- 2002: Sadie Sink, amerikanische Schauspielerin
- 2003: Mert Dincer, deutscher Schauspieler
- 2003: Alina Foley, US-amerikanische Schauspielerin und Synchronsprecherin

## Gestorben

### Vor dem 17. Jahrhundert
- 0069: Otho, römischer Kaiser
- 0886: Gauzlin, westfränkischer Erzkanzler und Bischof von Paris
- 0963: Wilhelm I., erster Graf von Weimar
- 1039: Wilhelm III., Graf von Weimar und im Eichsfeld
- 1090: Sikelgaita, langobardische Adlige, Ehefrau von Robert Guiskard, Herzogin von Apulien und Kalabrien
- 1115: Magnus von Schottland, Earl der Orkneys und Heiliger
- 1121: Hartmann I., Graf von Dillingen
- 1198: Friedrich I., Herzog von Österreich
- 1203: Menachem ben Jakob ben Salomo ben Menachem, deutscher Dichter
- 1206: Fujiwara no Yoshitsune, japanischer Politiker, Dichter und Kalligraf
- 1219: Hugh de Mapenore, Bischof von Hereford
- 1234: Richard Marshal, 3. Earl of Pembroke, englischer Adeliger und Earl Marshal
- 1285: Gottfried von Passau, Bischof von Passau
- 1292: Thibaud Gaudin, Großmeister der Templer
- 1297: Konrad II. von Rietberg, Bischof von Osnabrück
- 1332: Kyōgoku Tamekane, japanischer Dichter und Politiker
- 1355: Filippo Calendario, venezianischer Steinmetz, Bildhauer und Architekt, angeblicher Verschwörer, hingerichtet
- 1375: John Hastings, 2. Earl of Pembroke, englischer Adeliger und Kommandant
- 1418: Theodor II., Markgraf von Montferrat
- 1424: Konrad III., Titular-Graf von Freiburg, Graf von Neuenburg und Herr von Badenweiler
- 1496: David von Burgund, Bischof von Utrecht
- 1496: Karl II., Herzog von Savoyen
- 1571: Bertram Graf von Ahlefeldt, Gutsherr des Adligen Gutes Lehmkuhlen
- 1587: Anne Seymour, Duchess of Somerset, englische Adelige und Literaturmäzenin
- 1594: Ferdinando Stanley, 5. Earl of Derby, englischer Adeliger, Nr. 2 in der englischen Thronfolge
- 1597: Caspar Cruciger der Jüngere, lutherischer Theologe

### 17. und 18. Jahrhundert
- 1602: Antonmaria Salviati, Kardinal der Römischen Kirche
- 1609: Francisco Cabral, portugiesischer Jesuit und Missionar in Japan
- 1619: Denis Calvaert, flämischer Maler
- 1623: Domenico Fetti, italienischer Maler
- 1628: Rudolf Christian, Graf von Ostfriesland
- 1637: Johannes V. Dressel, Abt des Zisterzienserklosters in Ebrach
- 1640: Charlotte Flandrina von Oranien-Nassau, niederländische Prinzessin, Äbtissin von Sainte-Croix
- 1645: Tobias Hume, englischer Komponist, Gambist und Soldat
- 1677: Huldreich Groß, deutscher Rechtsanwalt und Stifter der Leipziger Stadtbibliothek
- 1683: William Leete, englischer Kolonist und Gouverneur der New Haven Colony

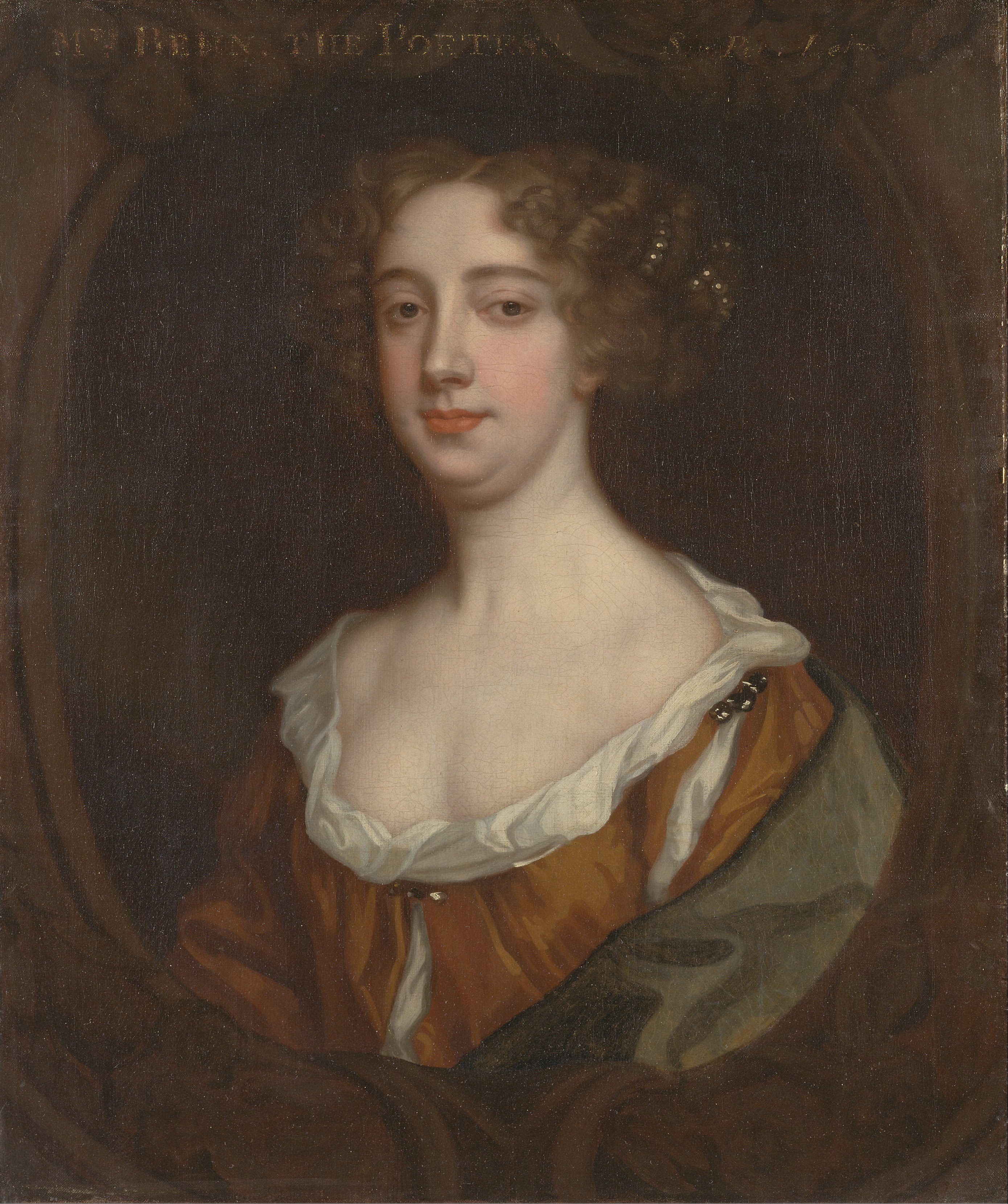
Aphra Behn († 1689)

- 1689: Aphra Behn, englische Schriftstellerin
- 1690: Gesina ter Borch, niederländische Malerin und Zeichnerin
- 1691: Johann Heinrich Kydt, Schweizer römisch-katholischer Geistlicher und Autor
- 1695: Pietro Delai, italienischer Baumeister des Barock in Tirol
- 1715: Benedict Calvert, 4. Baron Baltimore, Lord Proprietor der Province of Maryland
- 1715: Friedrich, Herzog von Sachsen-Weißenfels-Dahme und kursächsischer Generalleutnant
- 1722: Johann Jacob Bach, deutscher Musiker, Mitglied der Musikerfamilie Bach
- 1729: Antonio Ferrante Gonzaga, Herzog von Guastalla
- 1731: Bartholomæus Deichman, dänisch-norwegischer Bischof von Christiania
- 1740: José de Armendáriz, Vizekönig von Peru
- 1742: Pierre Brumoy, französischer Jesuit und Literat
- 1748: Muhammad Shah, Großmogul von Indien
- 1756: Jacques Cassini, französischer Astronom und Geograf
- 1757: Daniel Gran, österreichischer Barockmaler
- 1763: Paul Wilhelm Schmid, deutscher Rechtswissenschaftler
- 1782: Giuseppe Vasi, italienischer Grafiker und  Vedutenstecher
- 1783: Benoît Joseph Labre, französischer Mystiker und katholischer Heiliger
- 1783: Christian Mayer, deutscher Experimentalphysiker, Astronom, Geodät, Kartograph und Meteorologe
- 1786: Simon Gabriel Suckow, deutscher Hochschullehrer
- 1788: Georges-Louis Leclerc de Buffon, französischer Naturforscher
- 1796: Johann Friedrich Doles der Jüngere, deutscher Komponist und Rechtsanwalt

### 19. Jahrhundert
- 1807: David von Neumann, preußischer General
- 1809: Wassili Jakowlewitsch Tschitschagow, russischer Admiral und Polarforscher

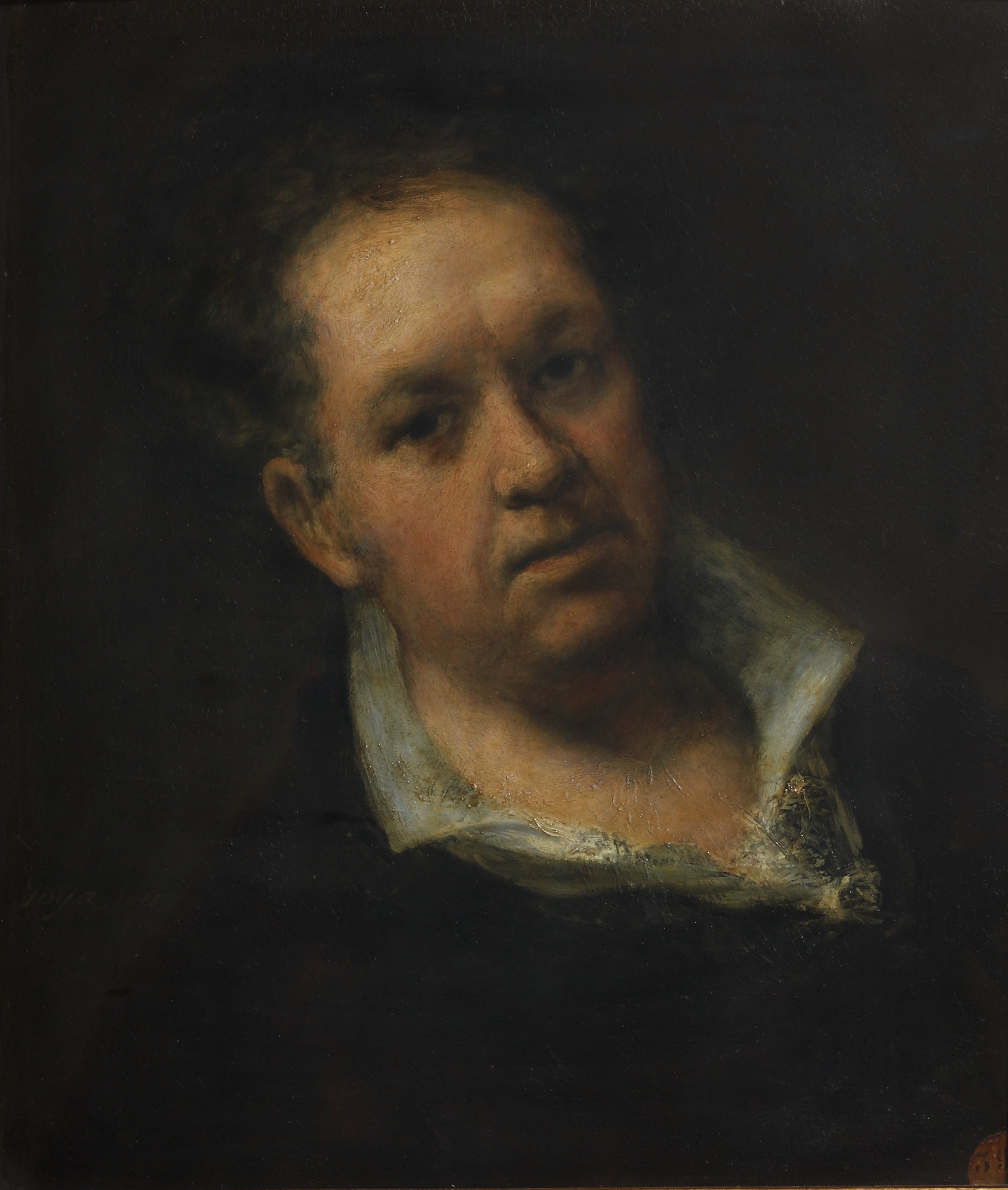
Francisco de Goya († 1828)

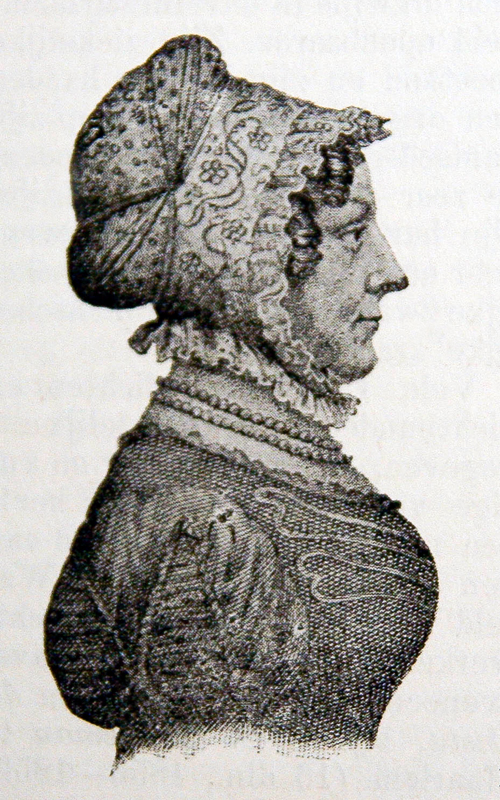
Katharina Wilhelmina Bilderdijk-Schweickhardt († 1830)

- 1812: Martin von Molitor, österreichischer Maler und Zeichner
- 1812: Franz Anton von Weber, deutscher Musiker, Kapellmeister und Theaterdirektor
- 1817: Giuseppe Avelloni, italienischer Dichter
- 1818: Johann Georg Geib, deutscher Orgelbaumeister
- 1819: Friedrich Valentin, deutscher Bildhauer
- 1825: Johann Heinrich Füssli, schweizerisch-britischer Maler und Publizist
- 1827: Johann Ferdinand Feige der Jüngere, deutscher Bildhauer
- 1828: Francisco de Goya, spanischer Maler und Grafiker
- 1830ː Katharina Wilhelmina Bilderdijk-Schweickhardt, niederländische Dichterin
- 1832: Justus Christian Loder, deutsch-baltischer Mediziner
- 1838: Johanna Schopenhauer, deutsche Schriftstellerin
- 1838: Gottfried Wilhelm Stüler, deutscher Mediziner und Homöopath
- 1840: Gebhard Anton von Krosigk, deutscher Beamter und Gutsbesitzer
- 1846: Domenico Carlo Maria Dragonetti, italienischer Kontrabassist und Komponist
- 1850: Johann David Heegewaldt, Geheimer Hofrat
- 1857: Ferdinand Wedel-Jarlsberg, norwegischer Offizier
- 1858: Johann Baptist Cramer, englischer Pianist und Komponist
- 1859: Alexis de Tocqueville, französischer Publizist und Politiker
- 1860: Bartolomeo Borghesi, italienischer Inschriftenforscher
- 1861: Friedrich von Blittersdorf, badischer Beamter

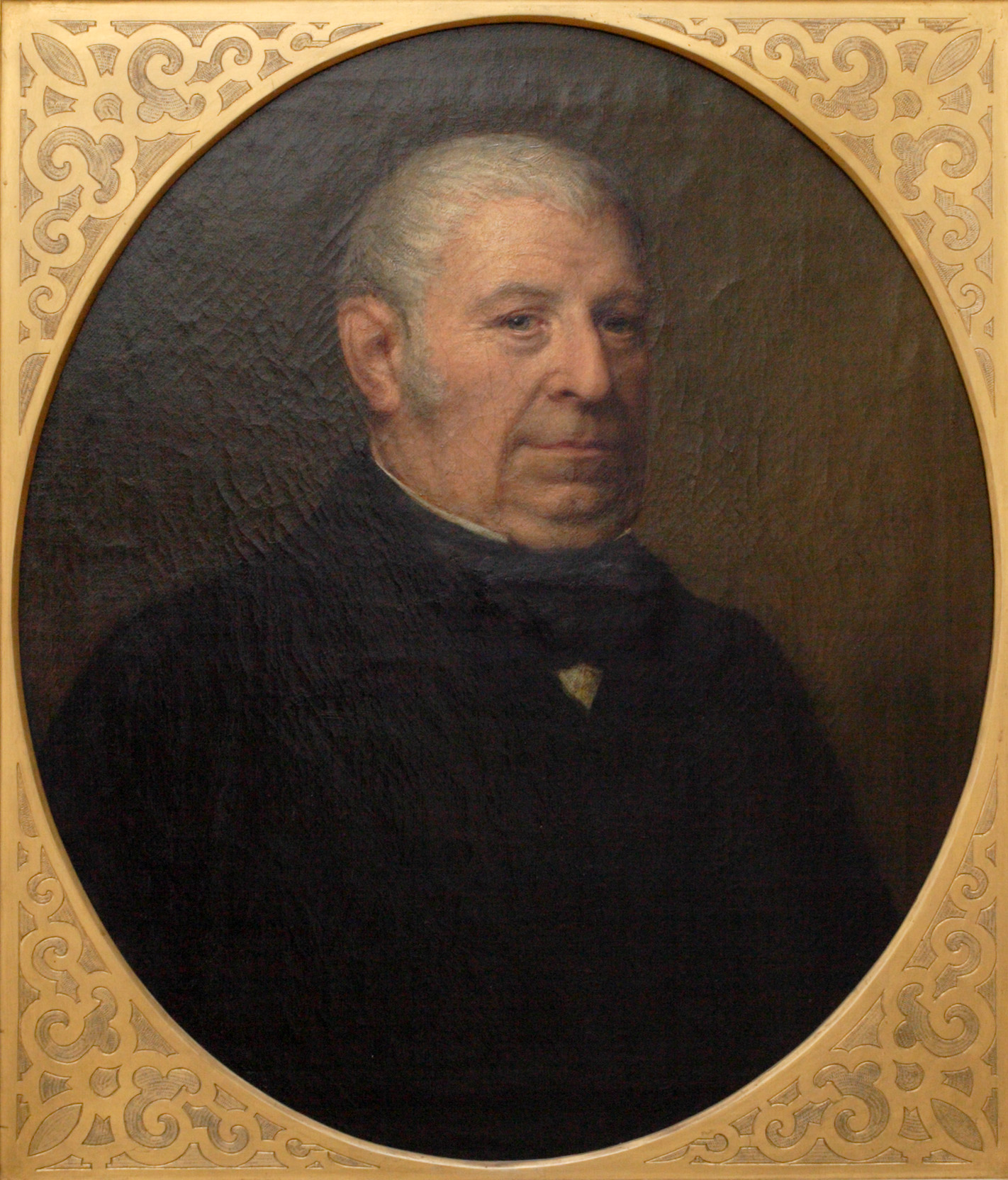
Cornelius de Greiff († 1863)

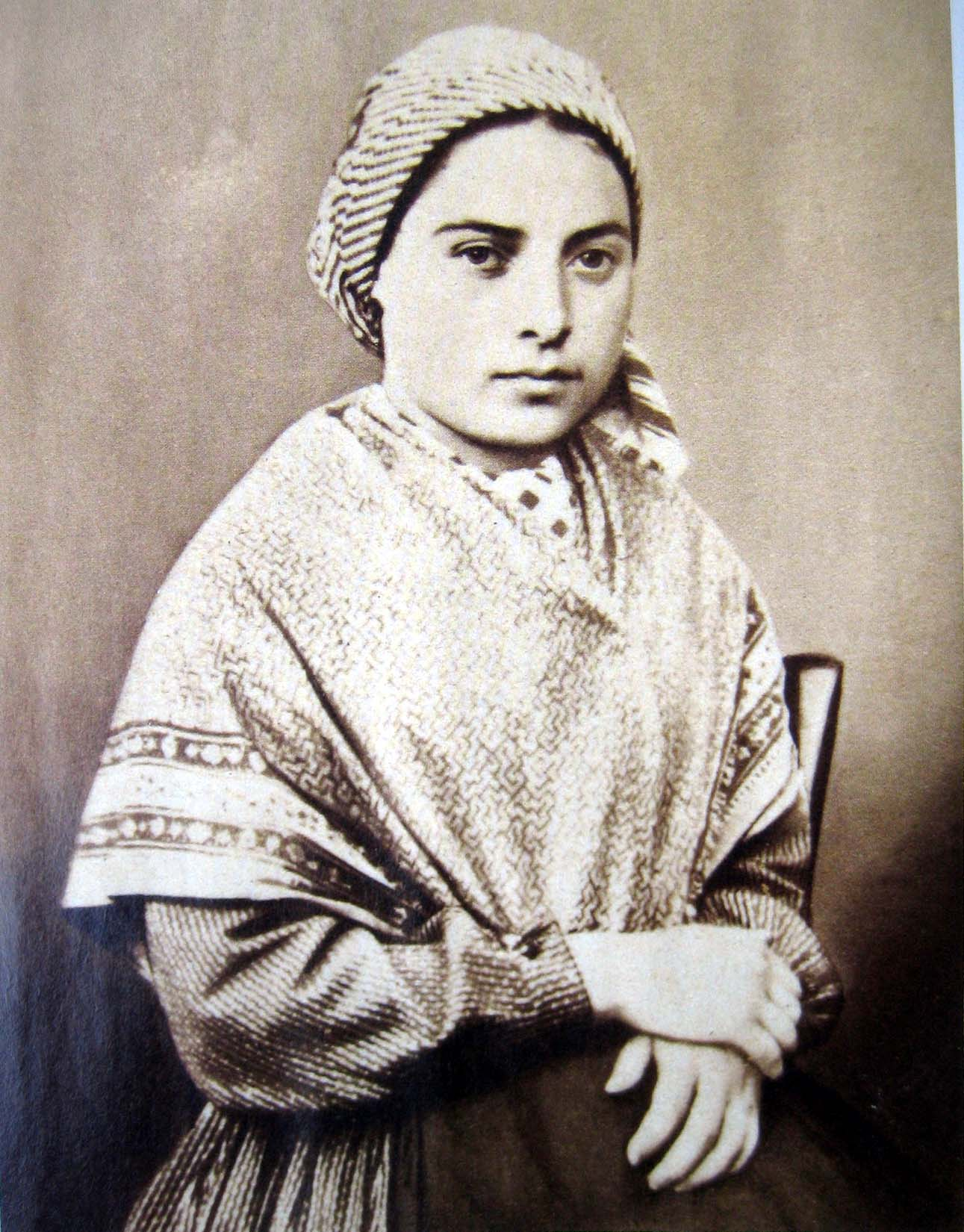
Bernadette Soubirous († 1879)

- 1863: Cornelius de Greiff, deutscher Seidenfabrikant
- 1870: Marie Caroline de Bourbon-Deux Sicile, duchesse de Berry, älteste Tochter von König Franz I. von Neapel
- 1870: Johann Wilhelm Neumann, deutscher Jurist, Kommunalpolitiker und Historiker
- 1871: Francisco Javier de Istúriz, spanischer Staatsmann, Regierungspräsident
- 1871: Johann Oppolzer, österreichischer Arzt, Internist und Hochschullehrer
- 1878: Raphael Kühner, deutscher Altphilologe
- 1878: Johann Baptist Schiedermayr der Jüngere, österreichischer Geistlicher
- 1879: Erik Bodom, norwegischer Maler
- 1879: Bernadette Soubirous, französische Nonne und katholische Heilige
- 1881: John Frankenstein, deutschamerikanischer Maler und Bildhauer
- 1883: Karl II., König von Etrurien, Herzog von Lucca und Parma
- 1885: Joshua Baker, US-amerikanischer Politiker
- 1888: Friedrich Grillo, deutscher Industrieller
- 1889: Louis Ulbach, französischer Schriftsteller und Journalist
- 1891: Elisabeth Rosenthal, Gründerin der ersten privaten höheren Mädchenschule in Magdeburg
- 1892: Matthias von Lexer, österreichischer Germanist und Lexikograph
- 1898: Robert Milligan McLane, US-amerikanischer Politiker
- 1900: Dankmar Adler, US-amerikanischer Architekt

### 20. Jahrhundert

#### 1901–1950
- 1901: Henry Augustus Rowland, US-amerikanischer Physiker
- 1905: Otto Wilhelm von Struve, deutschstämmiger Astronom in Russland
- 1906: William Farrer, australischer Agrarwissenschaftler und Weizenzüchter
- 1907: Eduard Paulus, deutscher Archäologe und Kunsthistoriker

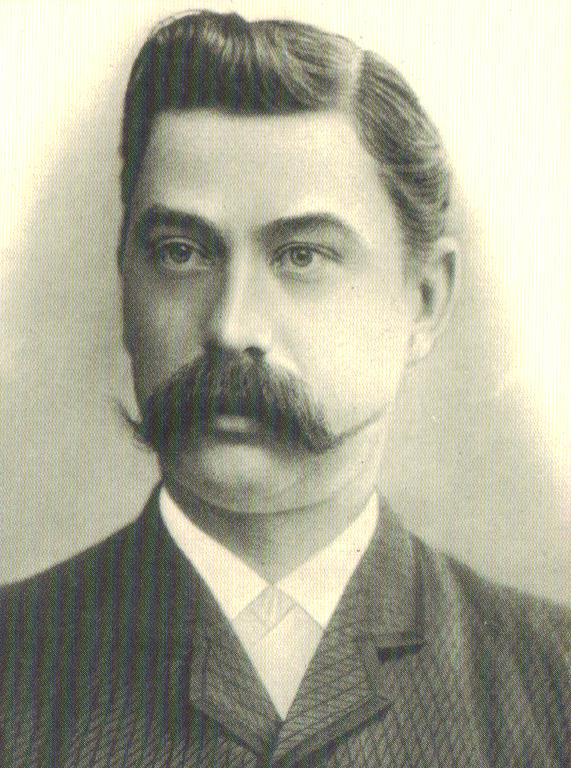
Adolf Quensen († 1911)

- 1911: Adolf Quensen, deutscher Hofdekorations- und Kirchenmaler des Historismus
- 1914: Hermann Ahlwardt, deutscher Volksschullehrer und antisemitischer Agitator
- 1914: George William Hill, US-amerikanischer Astronom und Mathematiker
- 1918: Jules Fournier, kanadischer Journalist, Zeitungsverleger, Übersetzer und Essayist
- 1921: Willibrord Benzler, deutscher Geistlicher, Bischof von Metz
- 1930: Linda Richards, erste diplomierte Krankenschwester Amerikas
- 1931: John Foster Bass, US-amerikanischer Kriegsberichtserstatter
- 1932: Ferruccio Cattelani, italienischer Komponist
- 1934: John J. Blaine, US-amerikanischer Politiker
- 1935: Anna Schneider, deutsche Frauenrechtlerin
- 1938: Steve Bloomer, englischer Fußballspieler
- 1941: Émile Barnard, französischer Maler, Grafiker, Kunsttheoretiker und Romanautor
- 1941: Hans Driesch, deutscher Biologe und Naturphilosoph
- 1941: Johanna Müller-Hermann, österreichische Komponistin
- 1943: Carlos Arniches, spanischer Bühnenautor und Schriftsteller
- 1943: Christoph Drollinger, deutscher evangelischer Geistlicher und Begründer der Schweizer Gemeinde für Urchristentum
- 1945: Fritz Adam, deutscher Politiker
- 1945: Theodor Andresen, deutscher Bauunternehmer und Widerstandskämpfer
- 1945ː Olga Bloch, deutsche Kunsthistorikerin, Opfer des Holocaust
- 1947: Rudolf Höß, deutscher SS-Obersturmbannführer, Kommandant des Konzentrationslagers Auschwitz, Kriegsverbrecher
- 1948: Juozas Gruodis, litauischer Komponist und Musikpädagoge
- 1950: Eduard Oja, estnischer Komponist
- 1950: Paul Richter, siebenbürgisch-sächsischer Komponist, Dirigent, Pianist und Organist

#### 1951–2000

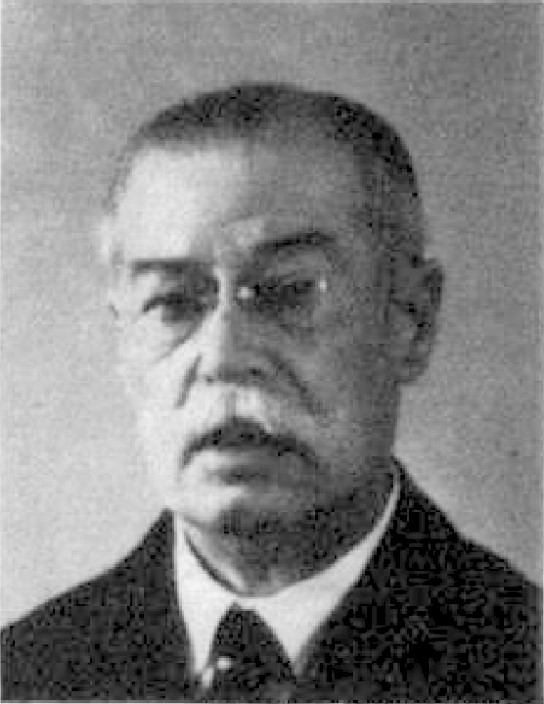
Heinrich Claß († 1953)

Rosalind Franklin († 1958)

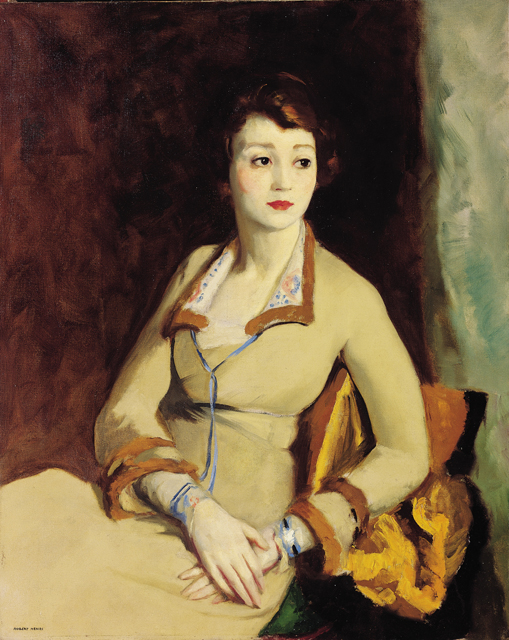
Fay Bainter († 1968)

- 1951: Gábor Finály, ungarischer Klassischer Philologe und Archäologe
- 1951: Martin Loibl, deutscher Politiker, MdB
- 1953: Heinrich Claß, deutscher Publizist und Politiker, MdR, ideologischer Wegbereiter des Nationalsozialismus
- 1954: Friedrich Arenhövel, deutscher Schriftsteller
- 1954: Ernst Krenn, österreichischer Skandinavist
- 1954: Lorenz Rogger, Schweizer Katholischer Geistlicher und Pädagoge
- 1956: Jean de Marguenat, französischer Regisseur, Drehbuchautor und Autorennfahrer
- 1958: Rosalind Franklin, britische Biochemikerin und Spezialistin für Röntgenstrukturanalyse
- 1958: Mieczysław Szaleski, polnischer Bratschist und Musikpädagoge
- 1962: Hans Dirscherl, deutscher Politiker
- 1965: Wilhelm Banse, deutscher Politiker, MdB
- 1965: Sydney Chaplin, britischer Schauspieler, Bruder Charlie Chaplins
- 1968: Wilhelm Ahlhorn, deutscher Jurist
- 1968: Fay Bainter, US-amerikanische Schauspielerin
- 1968: Albert Betz, deutscher Physiker und Pionier der Windkrafttechnik
- 1968: Edna Ferber, US-amerikanische Schriftstellerin

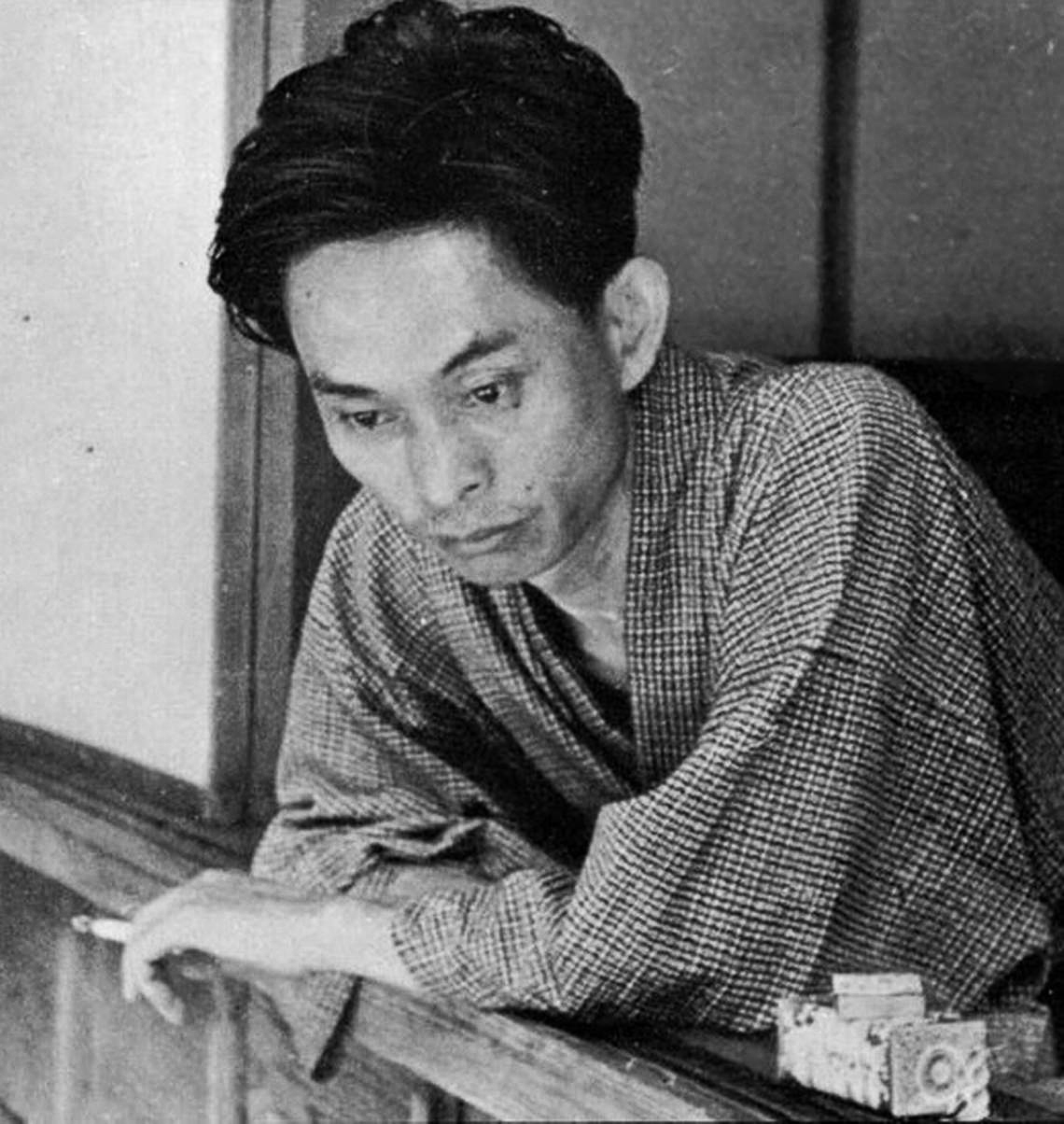
Kawabata Yasunari († 1972)

- 1972: Kawabata Yasunari, japanischer Schriftsteller und Literaturnobelpreisträger
- 1973: Wilhelm Marinelli, österreichischer Zoologe, Anatom und Volksbildner
- 1975: Richard Rudolf Walzer, deutsch-britischer Altphilologe, Philosoph und Orientalist
- 1976: Ján Arpáš, slowakischer Fußballspieler
- 1976: Anton Aschauer, deutscher Politiker
- 1978: Lucius D. Clay, US-amerikanischer Armeegeneral, Militärgouverneur der amerikanischen Besatzungszone in Deutschland
- 1978: Richard Lindner, US-amerikanischer Maler und Grafiker
- 1981: Sigurd Debus, deutscher RAF-Terrorist
- 1982: Anatoli Nikolajewitsch Alexandrow, russischer Komponist
- 1982: Hermann Diebäcker, deutscher Politiker, MdB
- 1982: Rudi Knees, deutscher Motorradrennfahrer
- 1985: Ilona Bodden, deutsche Autorin
- 1988: José Dolhem, französischer Autorennfahrer
- 1989ː Suzanne Lalique-Haviland, französische Malerin, Designerin und Kostümbildnerin
- 1989: Ishikawa Kaoru, japanischer Chemiker, entwickelte das Konzept des Qualitätszirkels
- 1991: Ernst Theodor Eichelbaum, deutscher Politiker, MdB
- 1991: David Lean, britischer Filmregisseur
- 1991: Joseph Cornelius Rossaint, deutscher römisch-katholischer Priester, Widerstandskämpfer gegen den Nationalsozialismus
- 1992: Werner Holtfort, deutscher Politiker

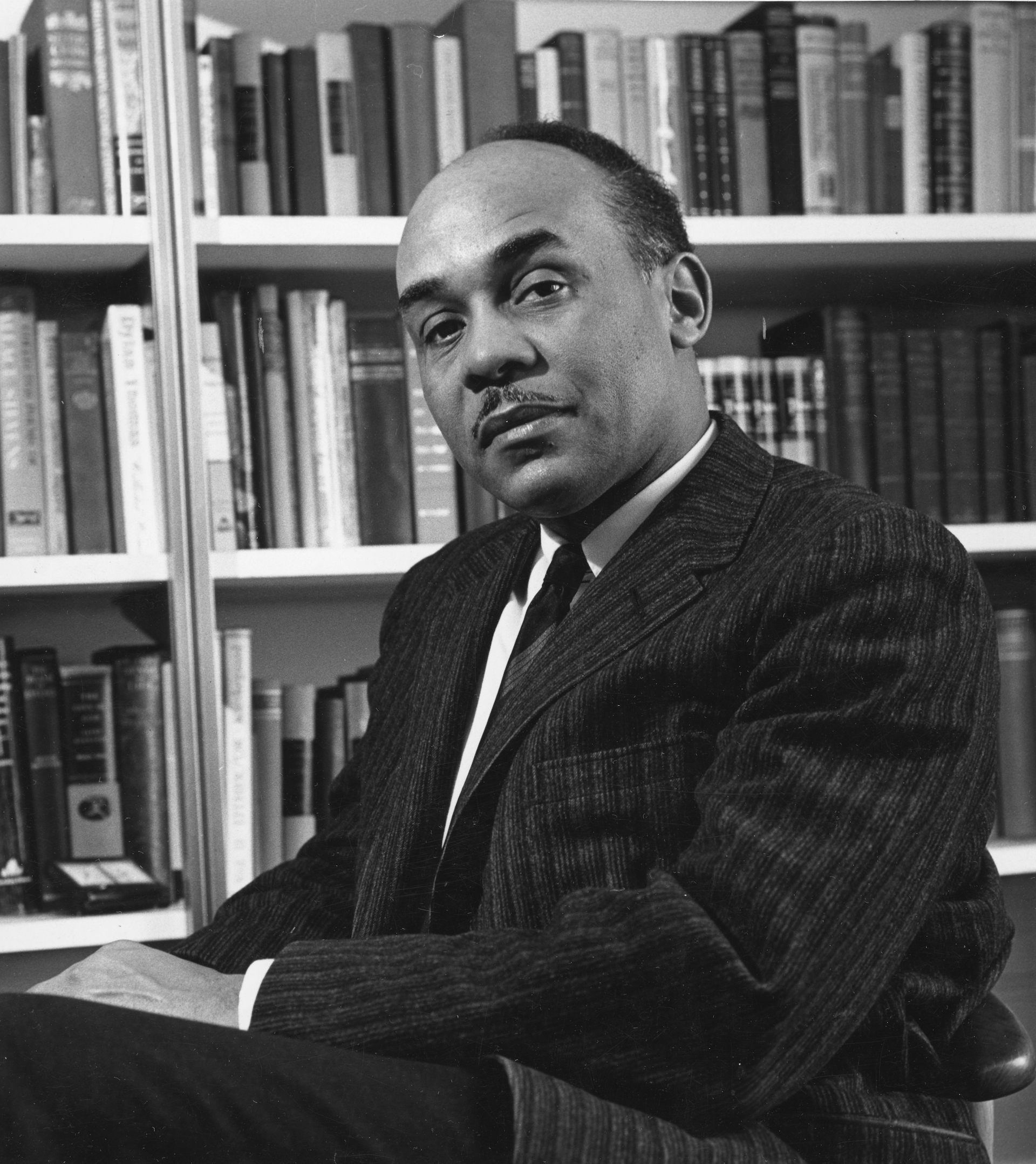
Ralph Ellison († 1994)

- 1994: Ralph Ellison, US-amerikanischer Autor
- 1995: Cheyenne Brando, tahitianisches Model
- 1995: Emil Frey, Schweizer Unternehmer
- 1995: Josef Hügi, Schweizer Fußballspieler
- 1995: Iqbal Masih, pakistanischer Ex-Kindersklave und Menschenrechtsaktivist
- 1996: George Gordon Abel, kanadischer Eishockeyspieler
- 1996: Madeleine Bourdouxhe, belgische Schriftstellerin
- 1996: Stavros Niarchos, griechischer Reeder
- 1997: Jan Bruins, niederländischer Motorradrennfahrer
- 1997: Doug McMahon, kanadischer Fußballspieler
- 1997: Roland Topor, französischer Autor, Schauspieler und Maler
- 1998: Kazimieras Antanavičius, litauischer Ökonom und Politiker
- 1999: Zoë Lund, US-amerikanische Schauspielerin und Drehbuchautorin
- 2000: Jean-Pierre Dautel, französischer Dirigent und Komponist

### 21. Jahrhundert
- 2001: Klaus Kindler, deutscher Schauspieler und Synchronsprecher
- 2002: Olivier Eggimann, Schweizer Fußballspieler
- 2002: Ramiro de León Carpio, guatemaltekischer Jurist und Politiker
- 2002: Herbert Wernicke, deutscher Opernregisseur
- 2003: Erika Eisenblätter-Laskowski, deutsche Malerin
- 2003: Kurt Kluxen, deutscher Historiker
- 2004: Abu l-Walid, tschetschenischer Feldherr saudi-arabischer Herkunft
- 2006: Hans Peter Haller, deutscher Komponist und Pionier der elektroakustischen Musik

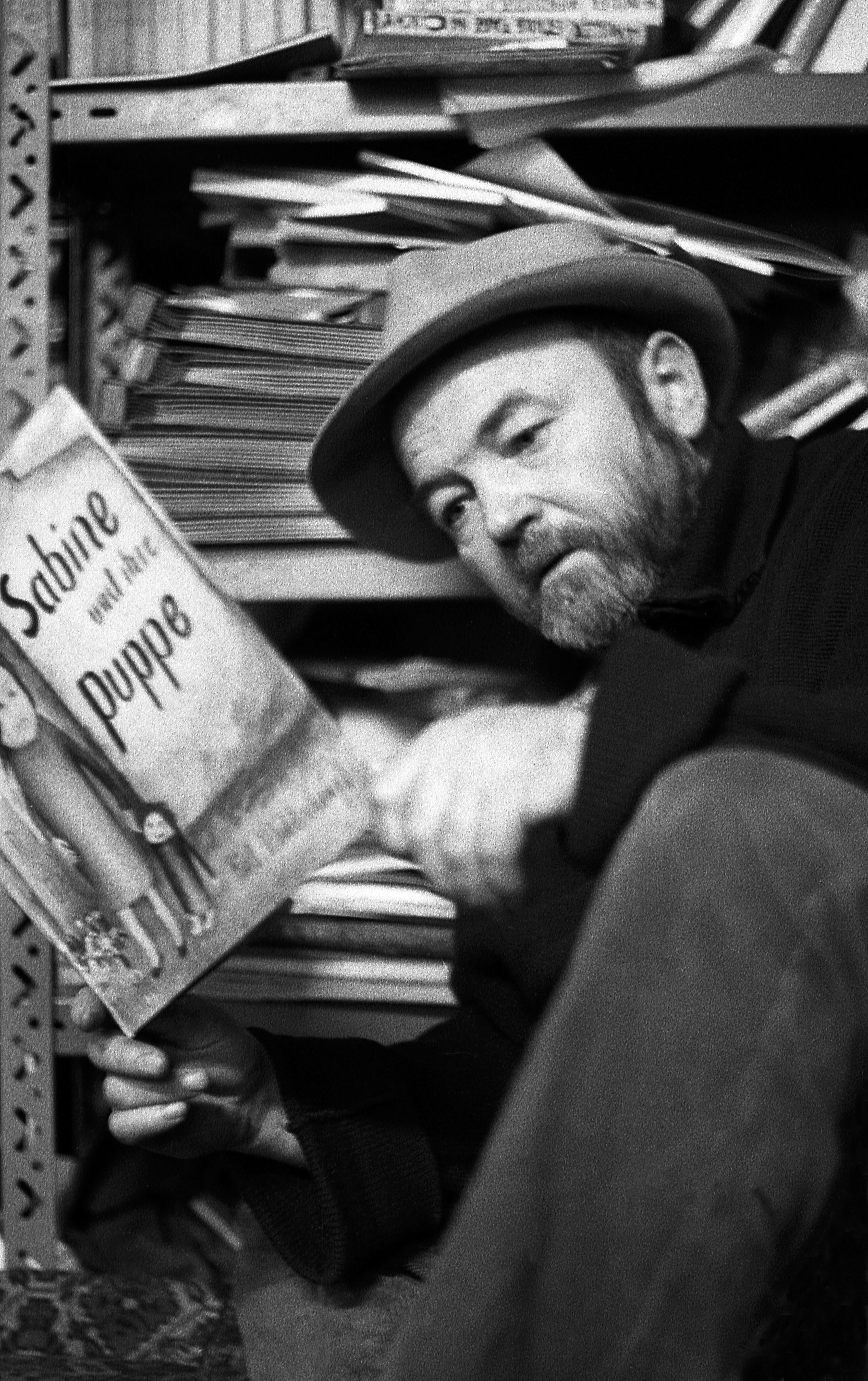
Kurt Mühlenhaupt († 2006)

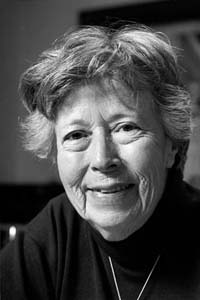
Yvette Z’Graggen († 2012)

- 2006: Kurt Mühlenhaupt, deutscher Maler, Bildhauer und Schriftsteller
- 2006: Schnuckenack Reinhardt, deutscher Jazzmusiker, Komponist und Interpret von Romamusik
- 2008: Janusz Dolny, polnischer Pianist und Musikpädagoge
- 2008: Edward N. Lorenz, US-amerikanischer Mathematiker und Meteorologe
- 2009: Rainer Hirsch, deutscher Journalist
- 2010: Carlos Franqui, kubanischer Schriftsteller, Kunstkritiker und Journalist
- 2011: Chinesinho, brasilianischer Fußballspieler und -trainer
- 2012: Sári Barabás, ungarisch-deutsche Opernsängerin
- 2012: George Kunda, sambischer Politiker
- 2012: Mærsk Mc-Kinney Møller, dänischer Reeder
- 2012: Yvette Z’Graggen, Schweizer Schriftstellerin und Übersetzerin
- 2013: Lloyd Koch, simbabwischer Hockey- und Cricketspieler
- 2013: Reinhard Lettmann, deutscher römisch-katholischer Bischof
- 2013: Gerhard Sandner, deutscher Geograph und Hochschullehrer
- 2013: Klaus Schulze, deutscher Ruderer
- 2014: Ernst Florian Winter, österreichisch-US-amerikanischer Historiker und Politologe
- 2014: Peter Schiff, deutscher Schauspieler
- 2015: Attaphol Buspakom, thailändischer Fußballtrainer und Fußballspieler
- 2015: Manfred Drescher, deutscher Tenor
- 2016: Donald B. Easum, US-amerikanischer Diplomat
- 2016: Bernhard Hassenstein, deutscher Verhaltensbiologe
- 2017: Dieter Beirich, deutscher Maler und Grafiker
- 2017: Bernd Fritz, deutscher Journalist, Satiriker und Schriftsteller
- 2017: Spartaco Landini, italienischer Fußballspieler, -trainer und -manager
- 2018: Günter Högner, österreichischer Musiker
- 2018: Katharina Reiß, deutsche Übersetzerin und Übersetzungswissenschaftlerin
- 2019: Ignace Murwanashyaka, ruandischer Rebellenführer
- 2020: Victor Hendrix, deutscher Ruderer
- 2020: Ulrich Kienzle, deutscher Journalist
- 2020: Luis Sepúlveda, chilenischer Schriftsteller
- 2021: Charles „Chuck“ Geschke, US-amerikanischer Informatiker und Unternehmer, Mitgründer von Adobe
- 2021: Robert Hodges, kanadischer Eisschnellläufer und Biochemiker
- 2021: Barry Mason, britischer Songschreiber
- 2021: Helen McCrory, britische Schauspielerin

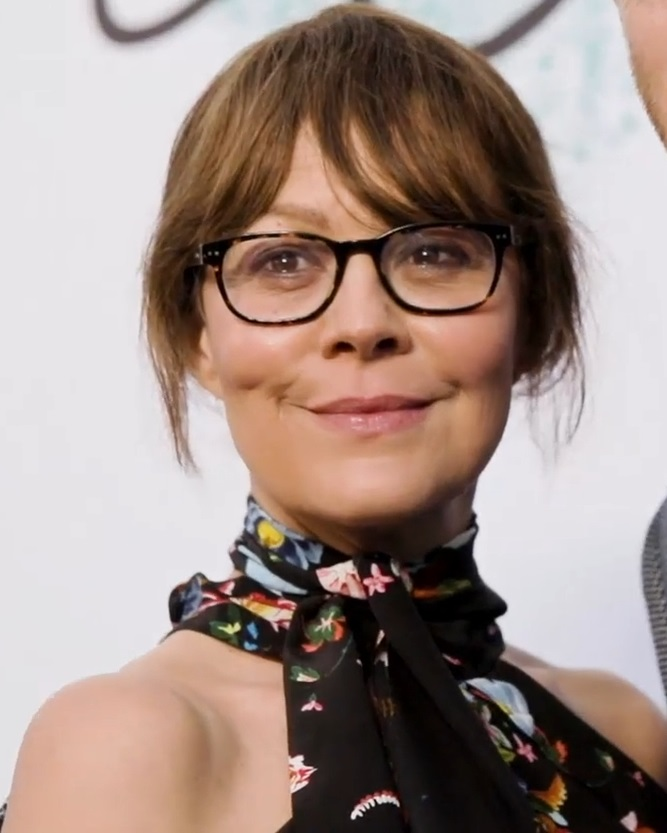
Helen McCrory († 2021)

- 2022: Raymond Baratto, französischer Fußballspieler
- 2022: Mariano Ortiz, puerto-ricanischer Basketballspieler
- 2022: Joachim Streich, deutscher Fußballspieler
- 2022: Arthur Winther, australischer Wasserspringer
- 2024: Wichart von Roëll, deutscher Schauspieler
- 2025ː Fatima Hassouna, palästinensische Fotojournalistin

## Feier- und Gedenktage
- Kirchliche Gedenktage
  - Sundar Singh, indischer Glaubensbote und christlicher Sadhu (evangelisch)
  - Hl. Bernadette Soubirous, französische Jungfrau und Ordensschwester (katholisch)

- Namenstage
  - Benedikt, Bernadette, Enikő, Paul

Weitere Einträge enthält die Liste von Gedenk- und Aktionstagen.